# Języki Timoru Wschodniego

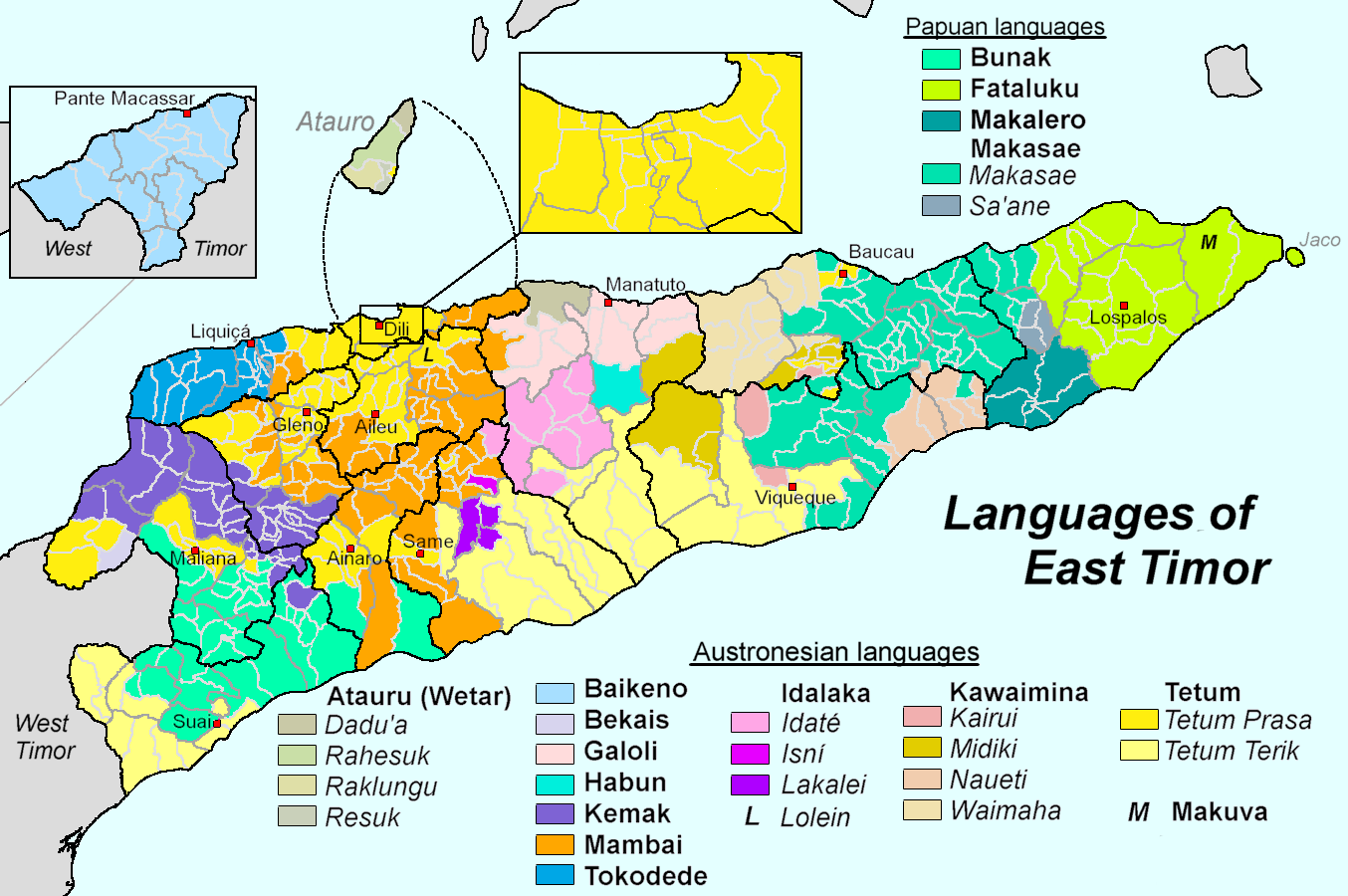
Języki w Timorze Wschodnim

Na terenie Timoru Wschodniego funkcjonuje kilkanaście języków z grup austronezyjskiej i nieaustronezyjskiej (papuaskiej). Rolę krajowego języka wehikularnego pełni tetum, przedstawiciel rodziny austronezyjskiej ze znacznymi wpływami języka portugalskiego. Dominującym językiem eksklawy Oecusse jest język uab meto. Nieaustronezyjski język fataluku, używany na wschodzie kraju (nierzadko częściej niż tetum), jest objęty oficjalnym uznaniem konstytucji Timoru Wschodniego, podobnie jak języki: bekais, bunak, uab meto (dawan), galoli, habun, idalaka, kawaimina, kemak, lovaia, makalero, makasai (makasae), mambai, tokodede i wetar.
Dominacja języków lokalnych o szerszym zasięgu doprowadziła do zaniku szeregu mniejszych języków. Jednak niektóre z nich są w dalszym ciągu używane podczas rytuałów albo rozmów prowadzonych żargonem. Badanie przeprowadzone przez Aone van Engelenhovena ujawniły na przykład, że język lovaia (makuva), używany niegdyś przez plemię Makuva, wciąż funkcjonuje jako tajny język rytualny.
Poszczególne języki Timoru Wschodniego wykazują także pewien stopień zróżnicowania gwarowego. Przykładowo narodowy język tetum dzieli się na cztery dialekty. Podział tych języków pozostaje niekiedy słabo określony, czasem dochodzi do wyróżnienia kolejnych, niegdyś nieuznawanych języków. W toku nowszych badań wyodrębniono język makalero, który wcześniej był uważany za dialekt makasae. Dialekt sa’ani z poddystryktu Luro uchodzi za odrębny język, ale nie został bliżej sklasyfikowany.

## Położenie języków
Podczas rządów portugalskich edukacja była prowadzona w języku portugalskim, który współistniał z tetum i innymi miejscowymi. Wpływ portugalski rzutował w szczególnym stopniu na dialekt tetum zwany Tetun-Prasa (Tetun-Dili), którym posługuje się ludność Dili i okolic. Dialekt ten odróżnia się od mowy Tetun-Terik, która pozostała bardziej konserwatywna. Obecnie edukacja w szkołach prowadzona jest w Tetun-Dili.
Podczas indonezyjskiej okupacji językiem urzędowym na ziemiach Timoru Wschodniego był język indonezyjski. Obecnie pełni on funkcję języka roboczego, wraz z językiem angielskim.
Dla wielu starszych mieszkańców Timoru Wschodniego język indonezyjski przywołuje negatywne skojarzenia z reżimem Suharto. Młodsi mieszkańcy zaś wykazują niechęć do języka portugalskiego jako języka urzędowego. Postrzegany bywa bowiem jako „język kolonialny”.

## Rozkład języków

Spis powszechny z 2010 roku
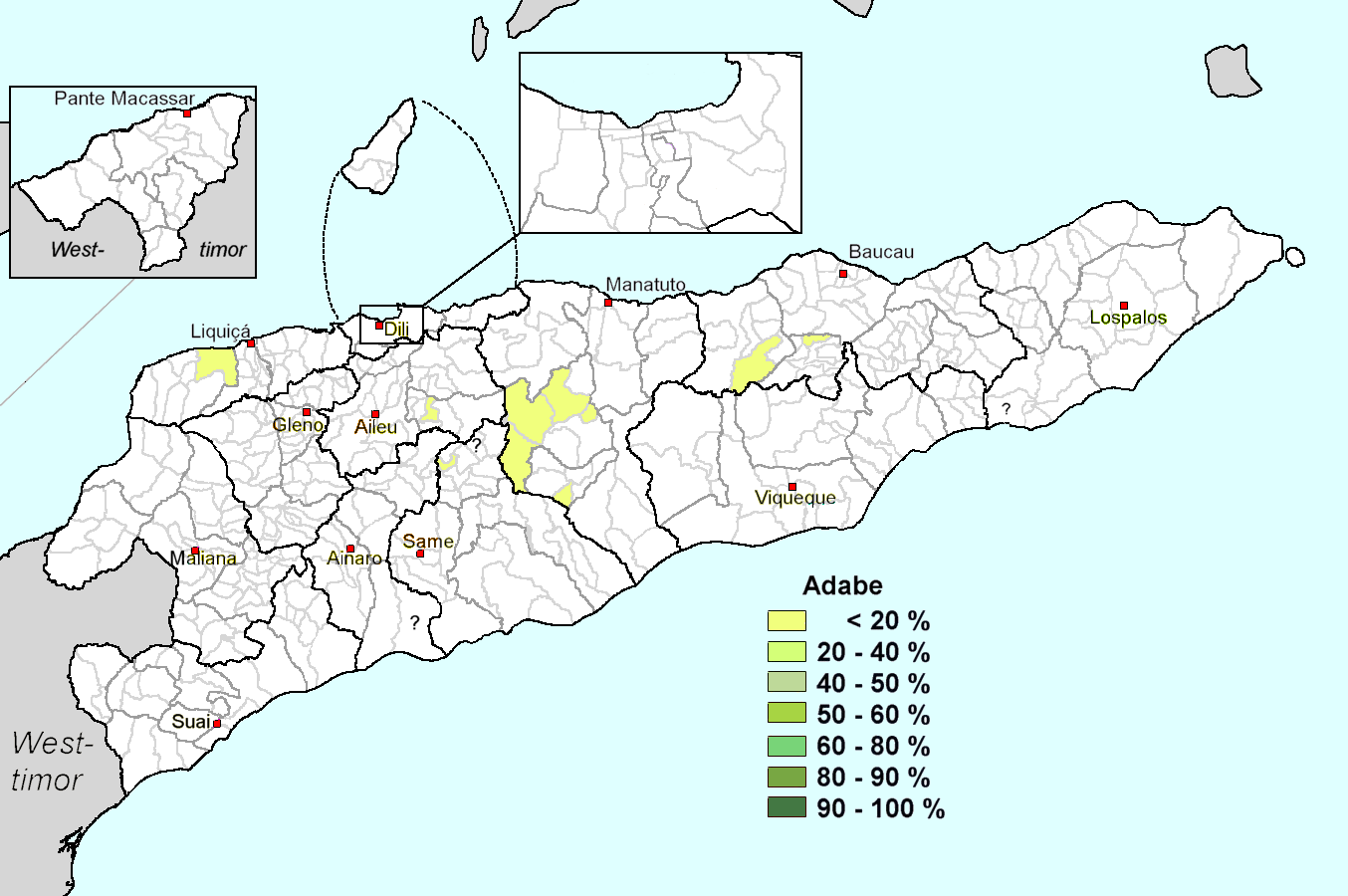
Adabe
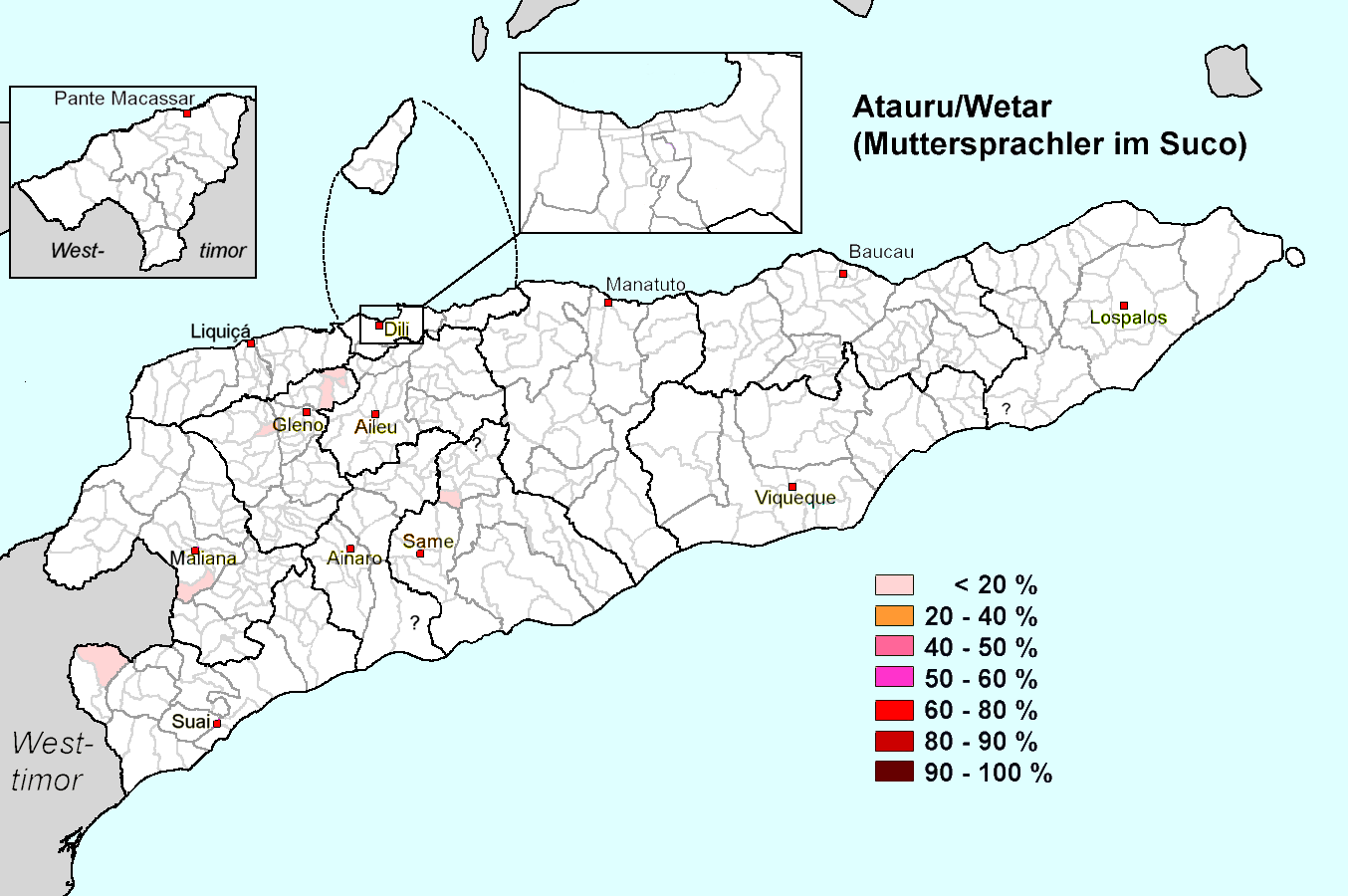
Atauru
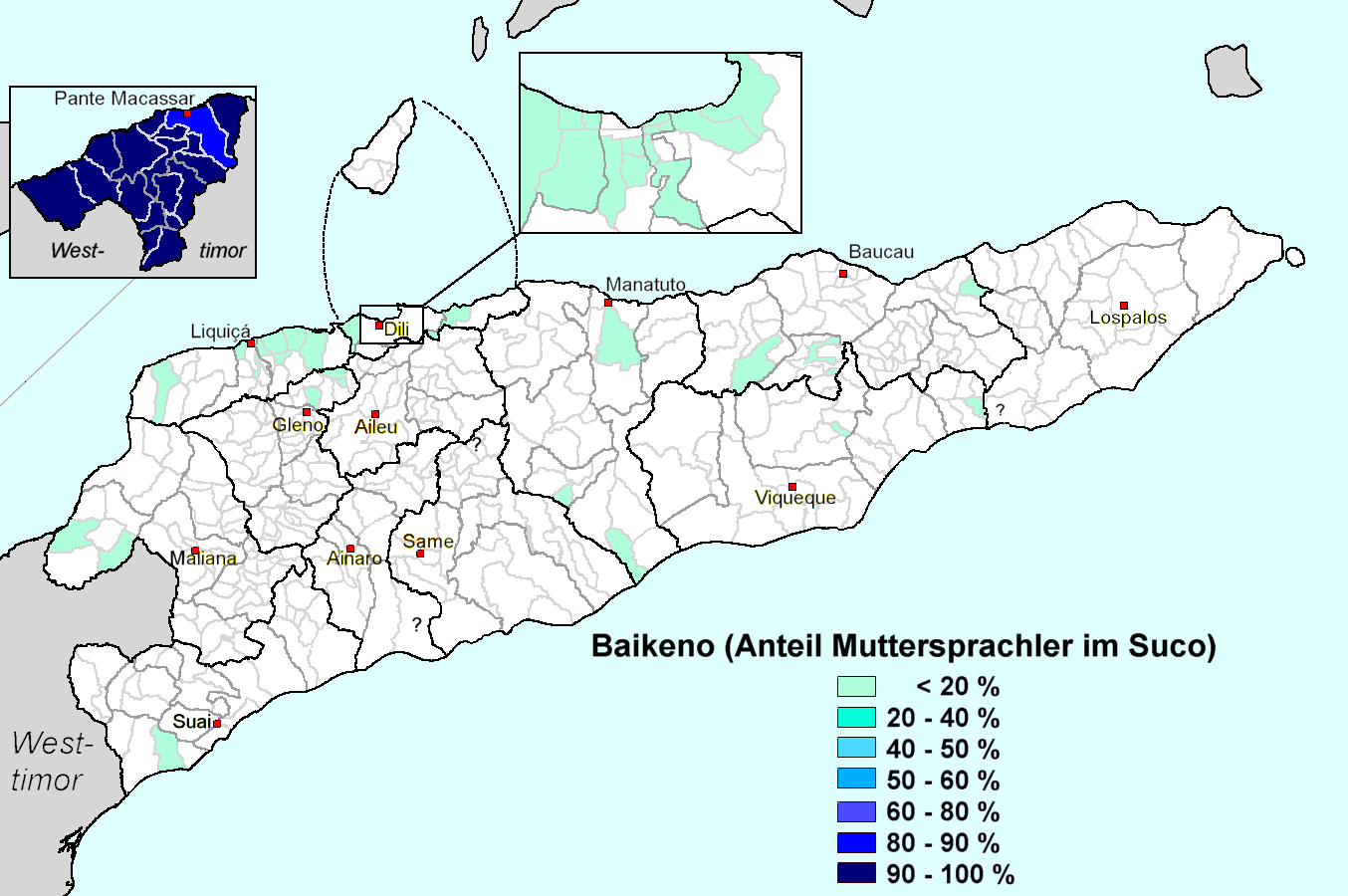
Baikeno
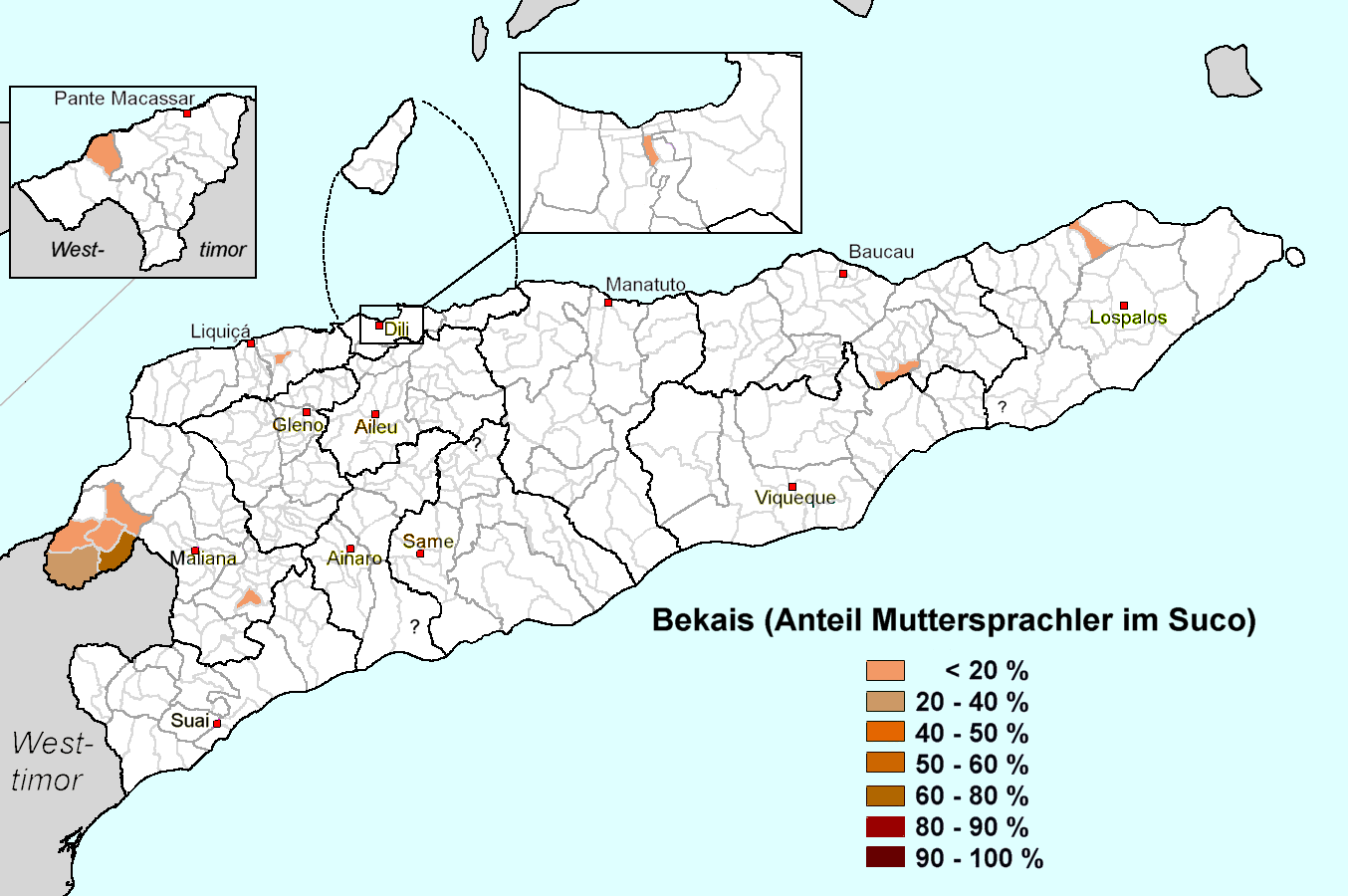
Bekais
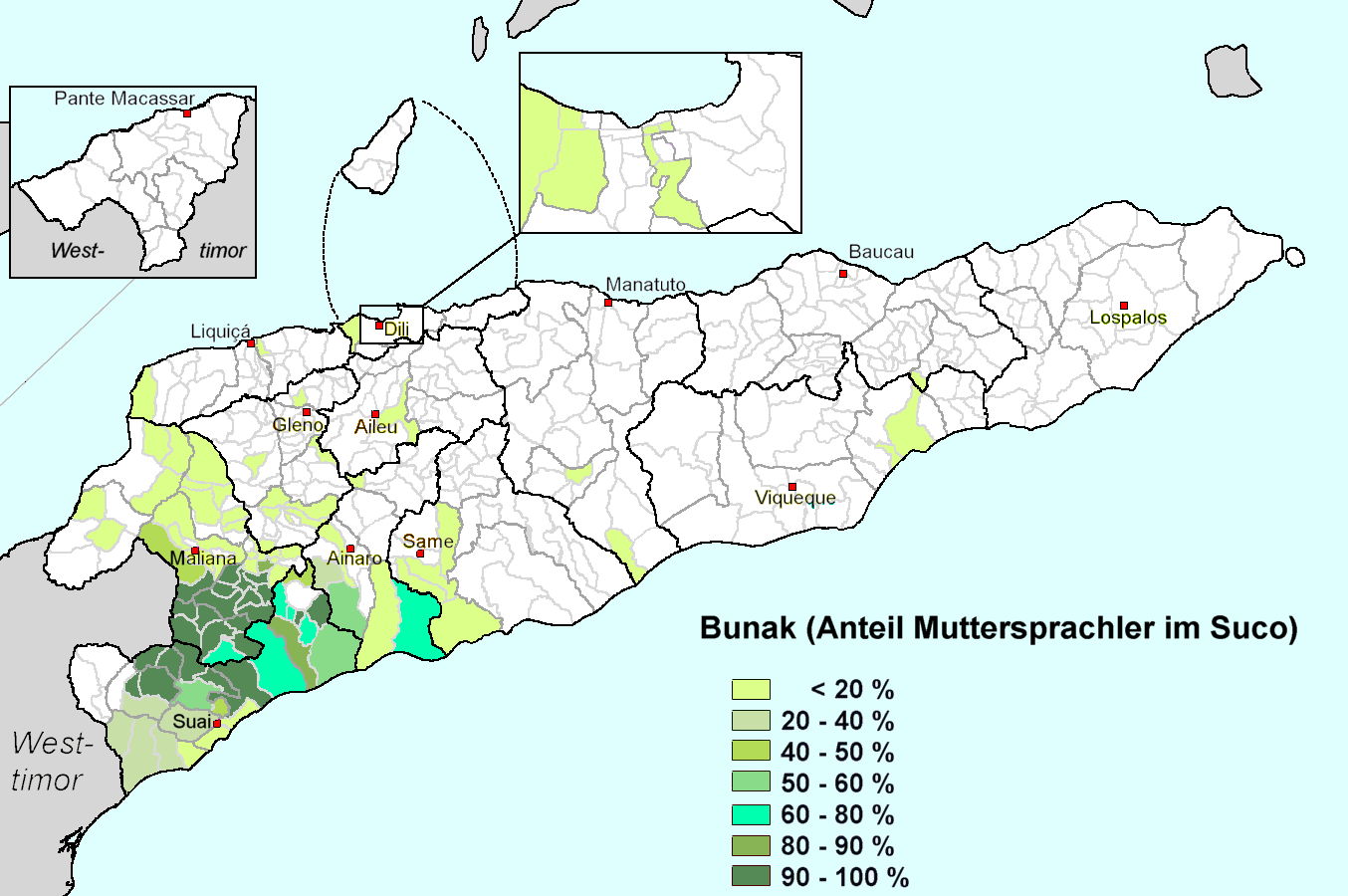
Bunak
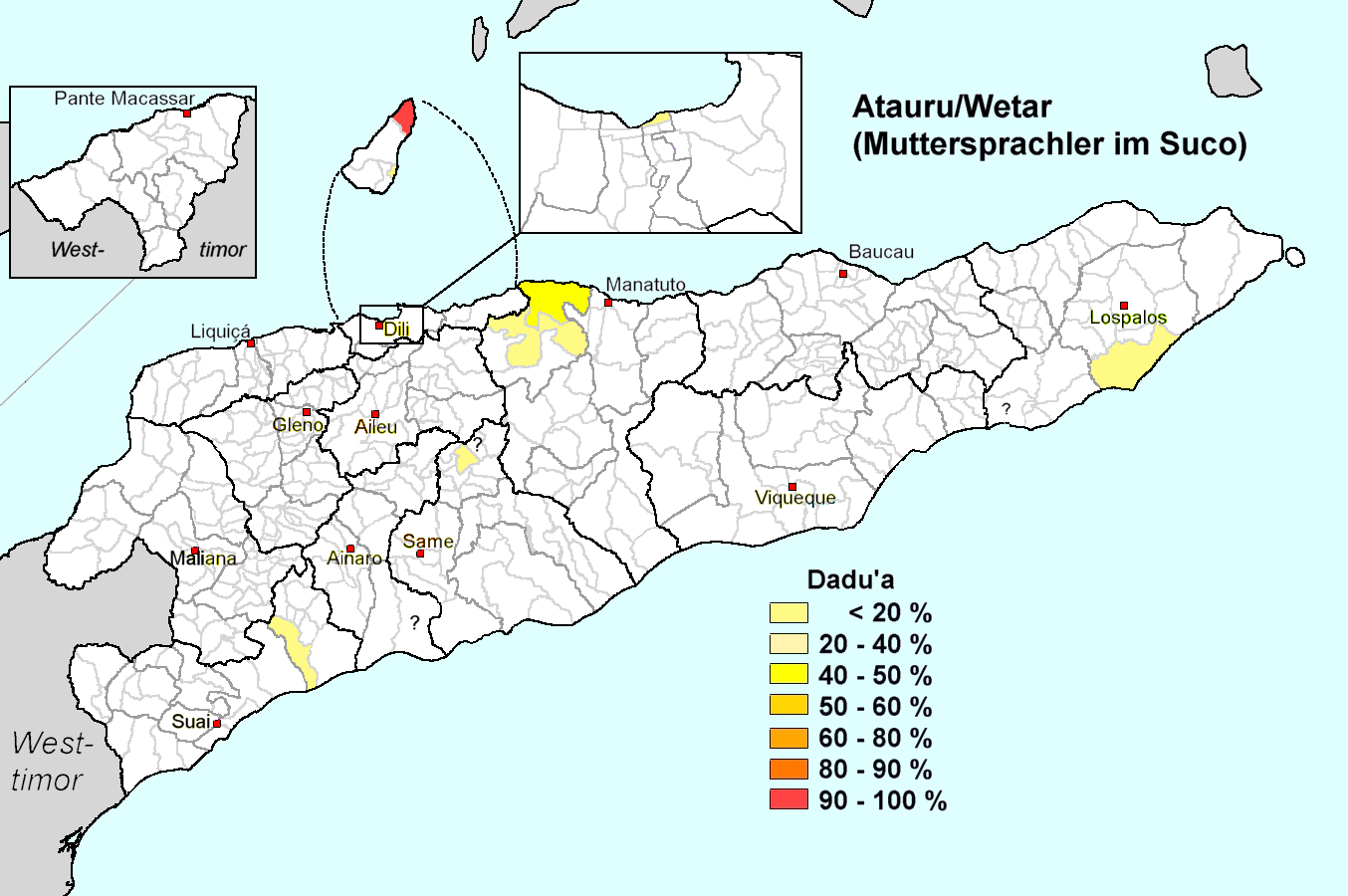
Dadu’a
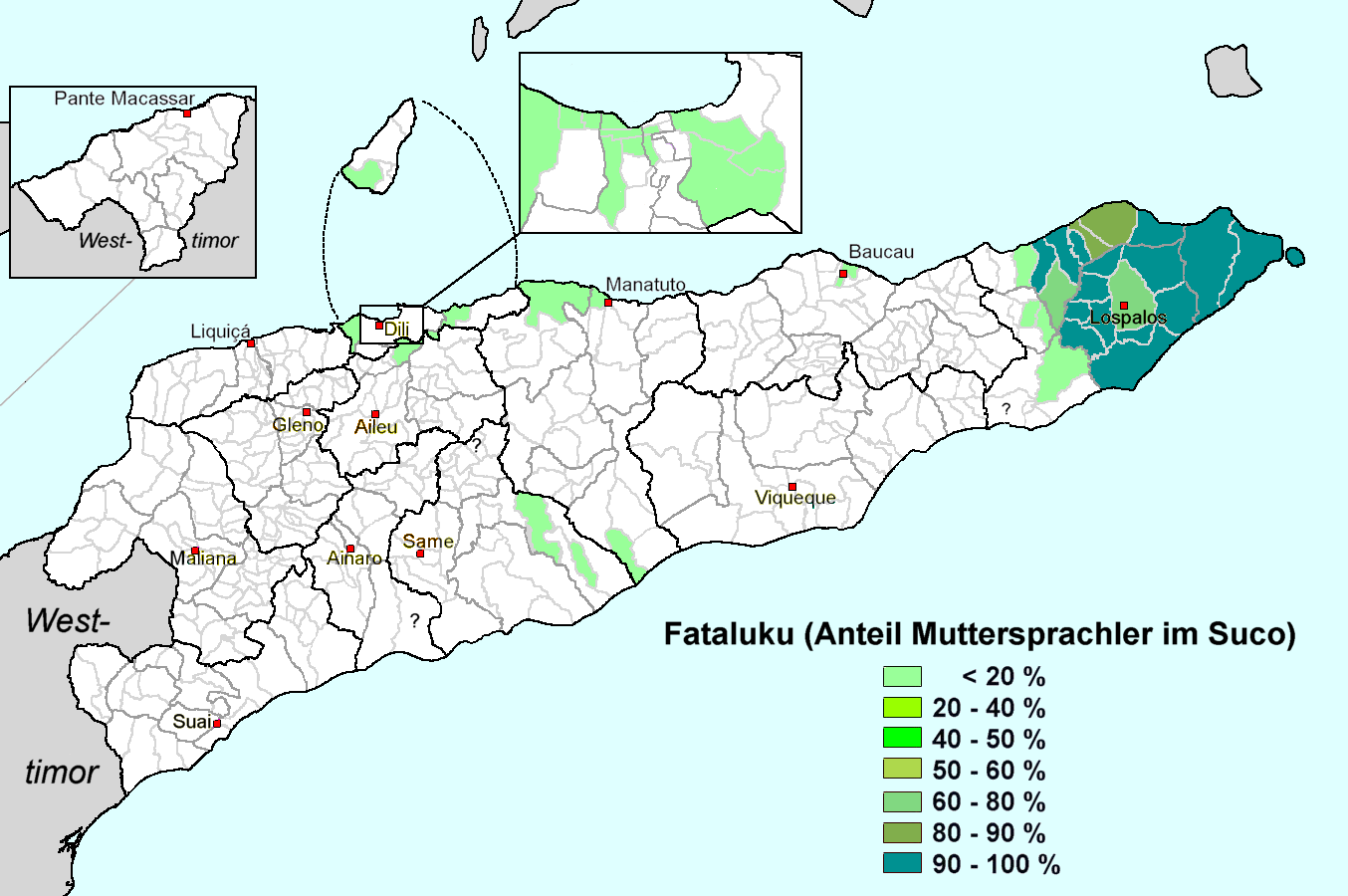
Fataluku
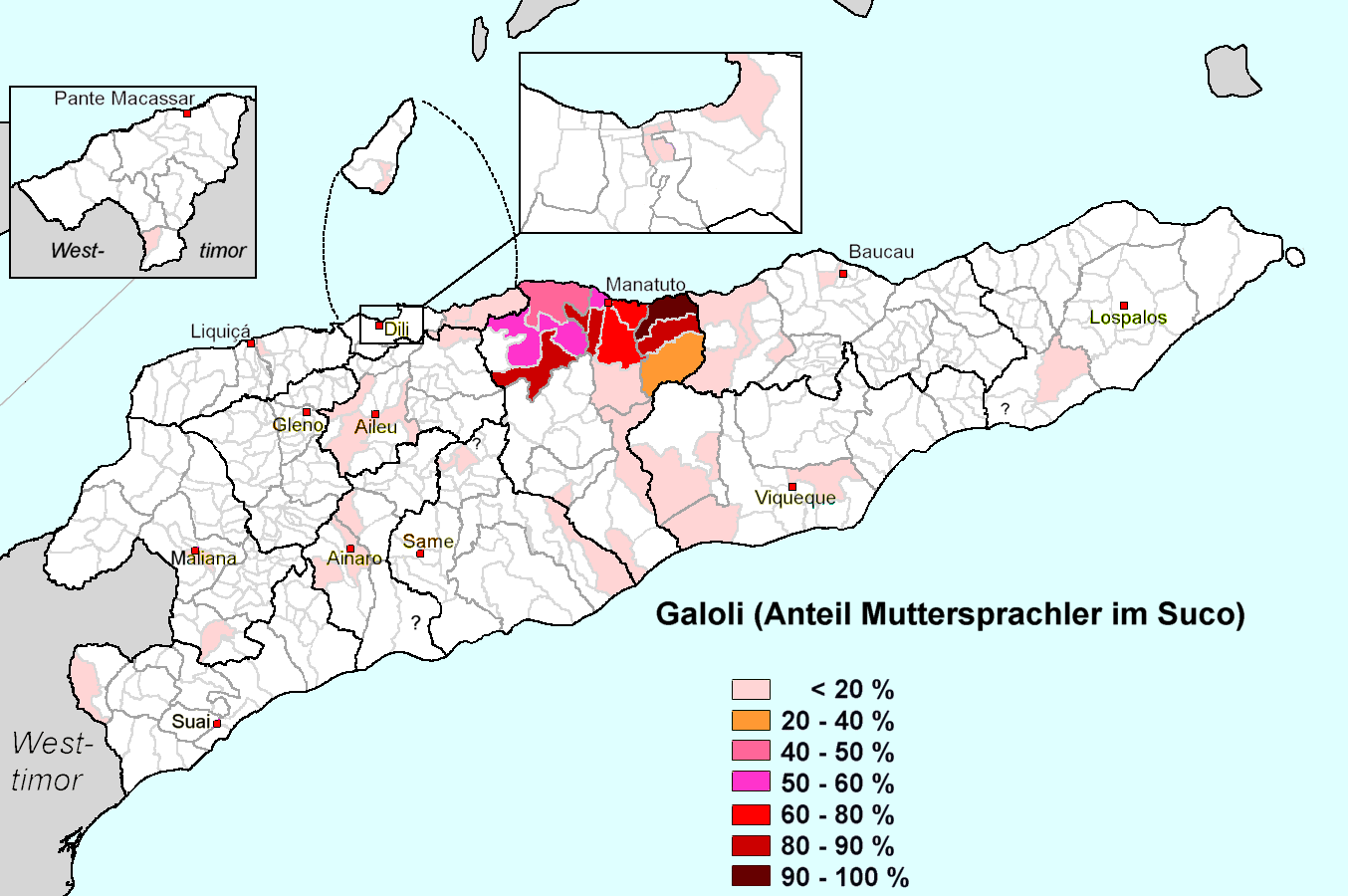
Galoli
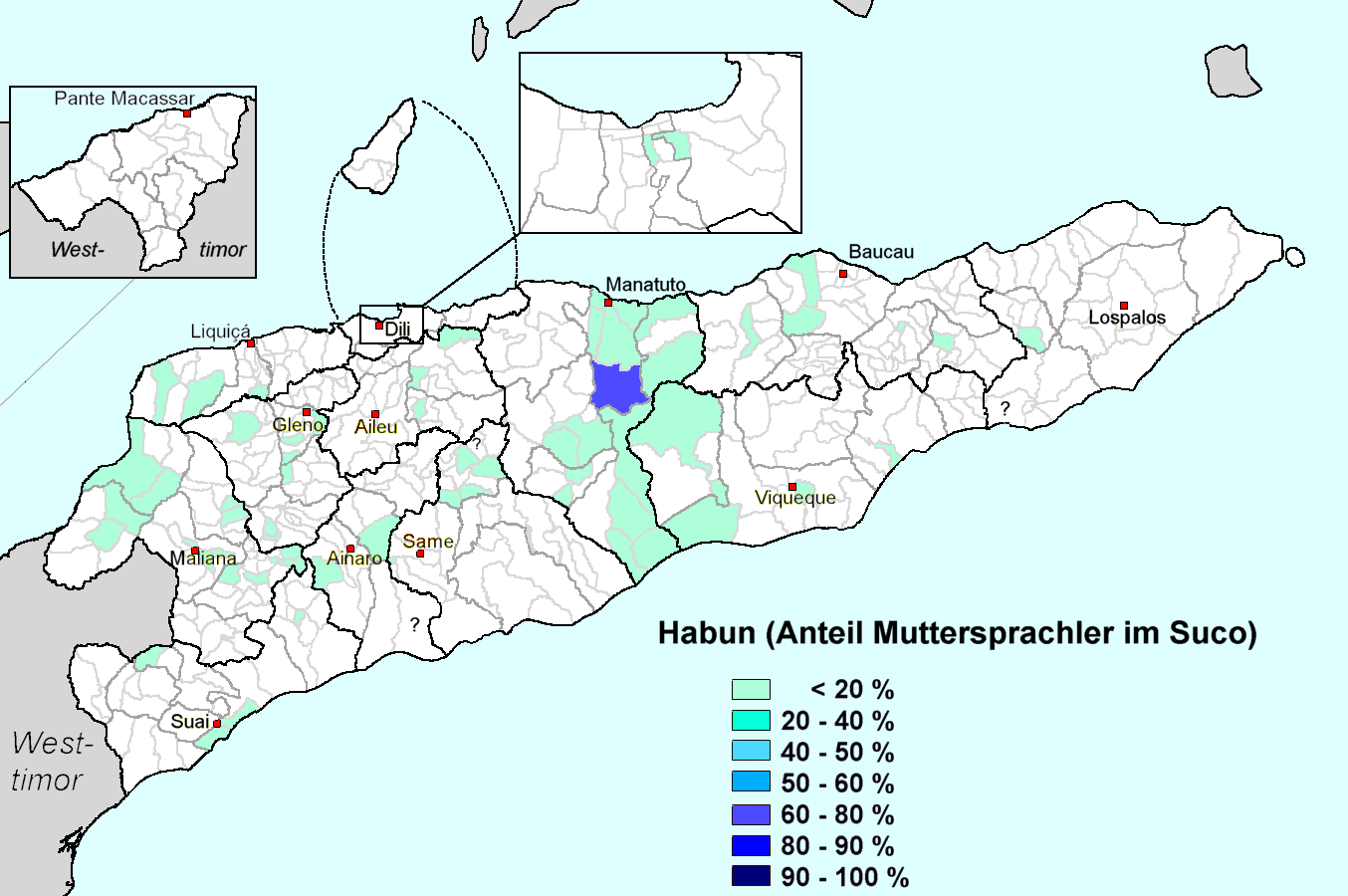
Habun
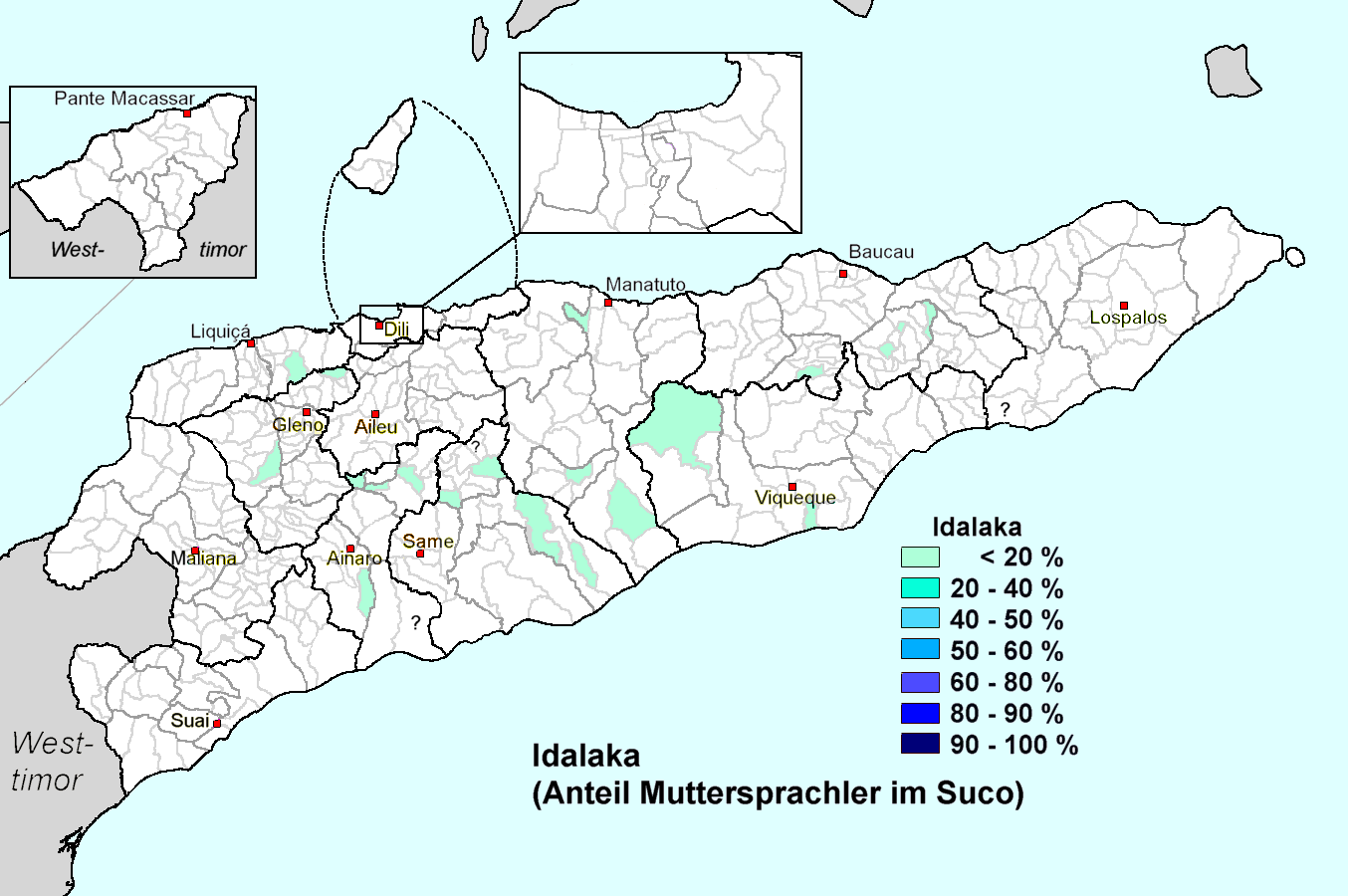
Idalaka
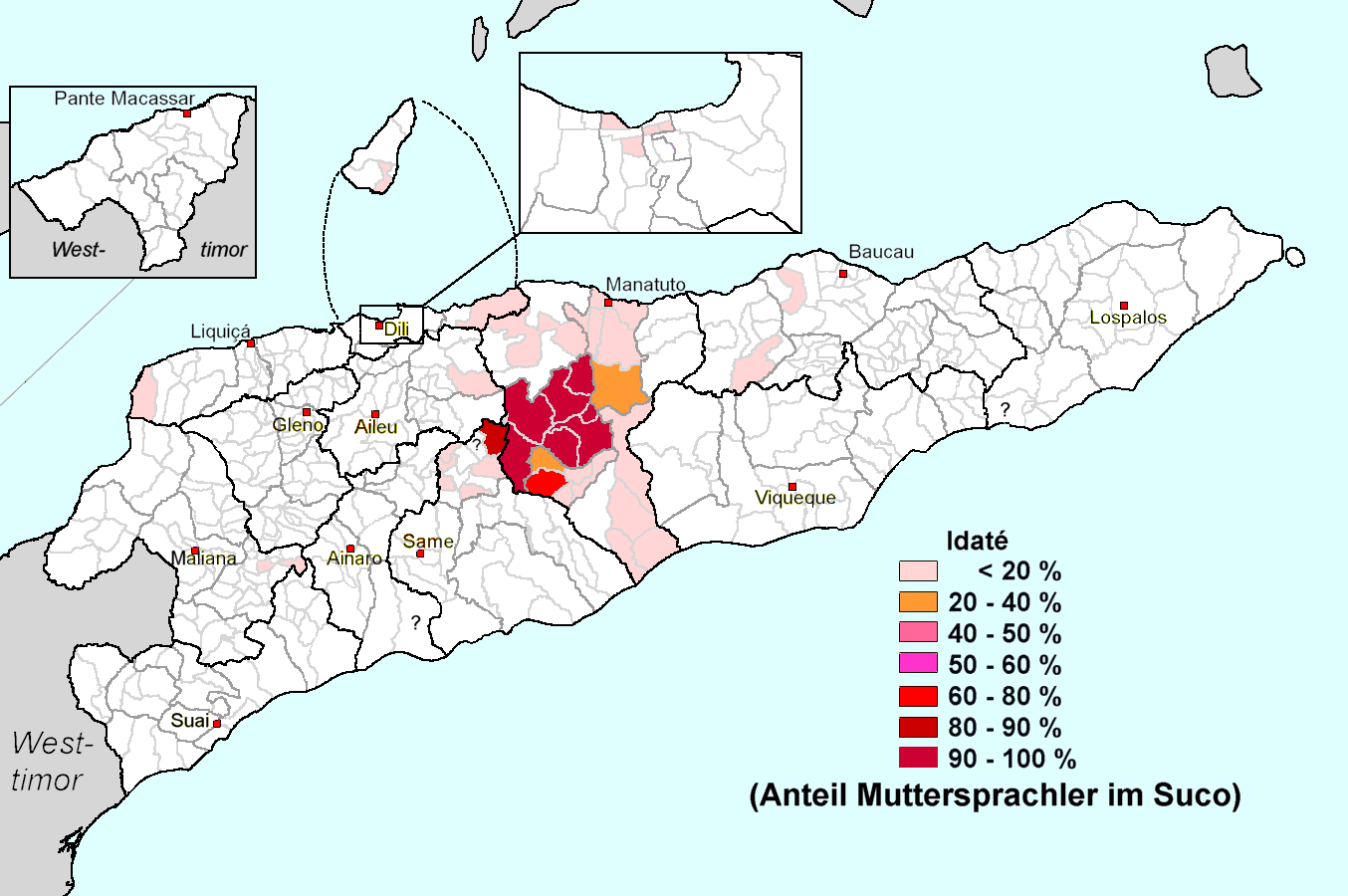
Idaté
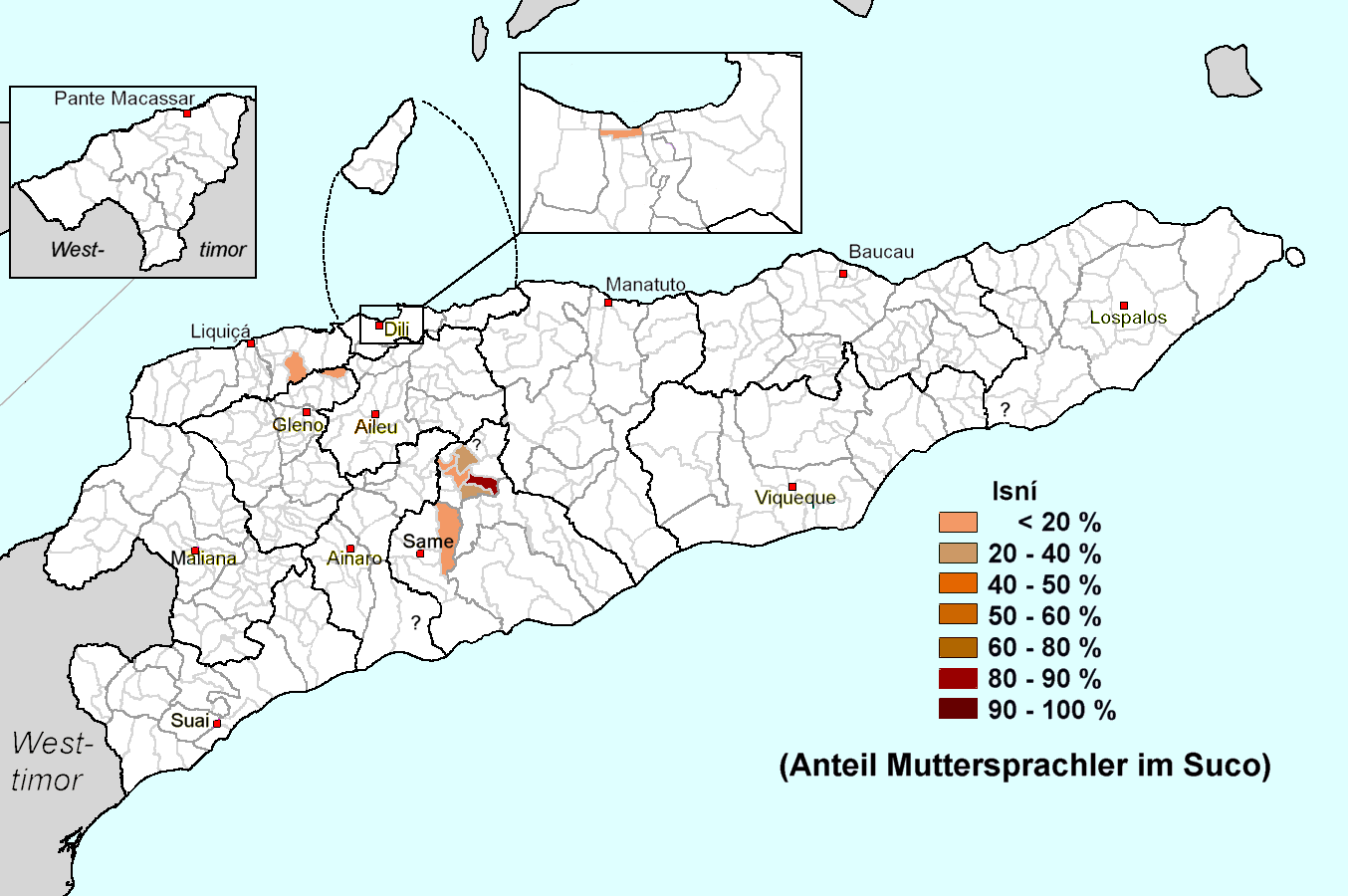
Isní
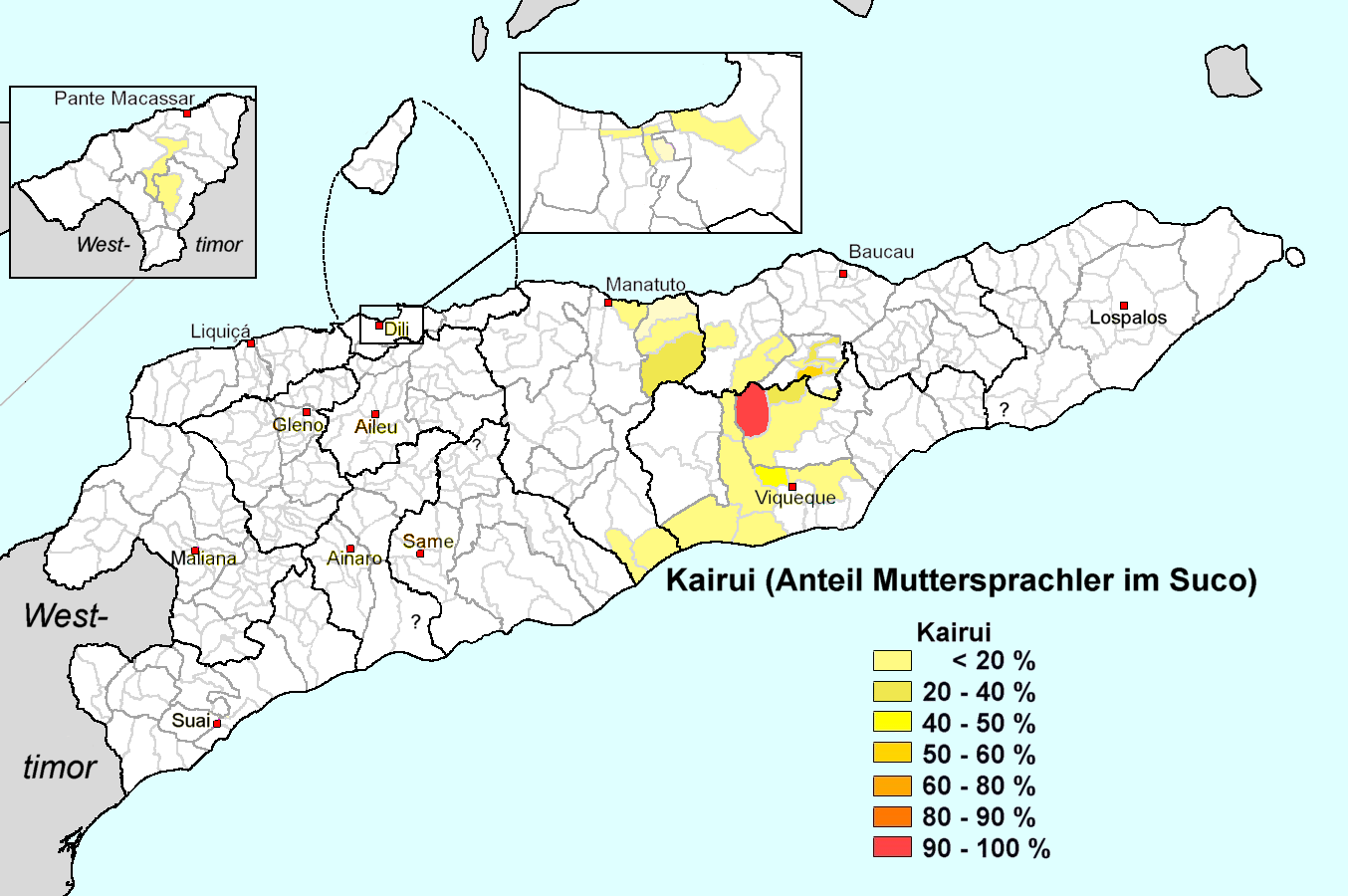
Kairui
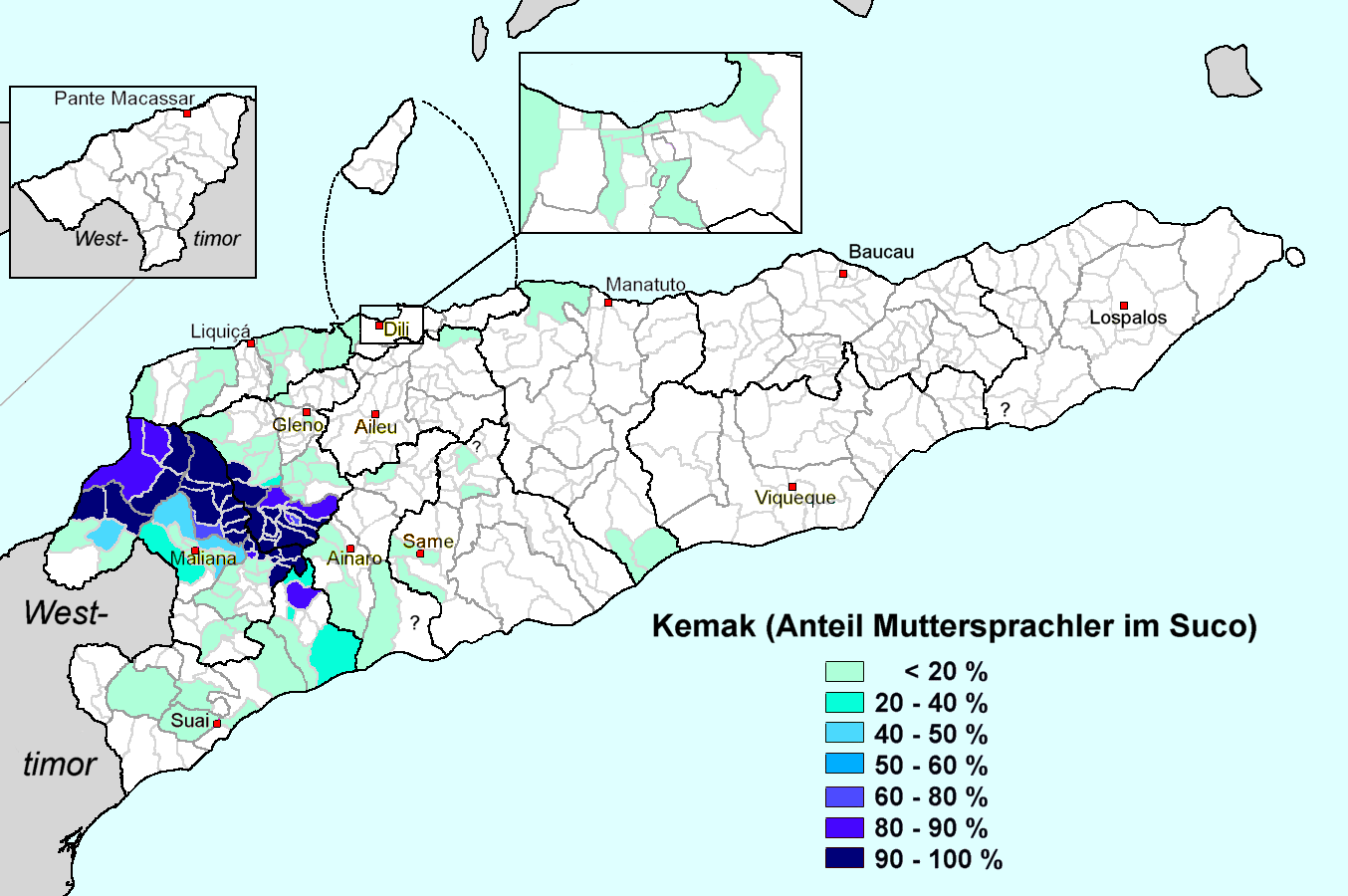
Kemak
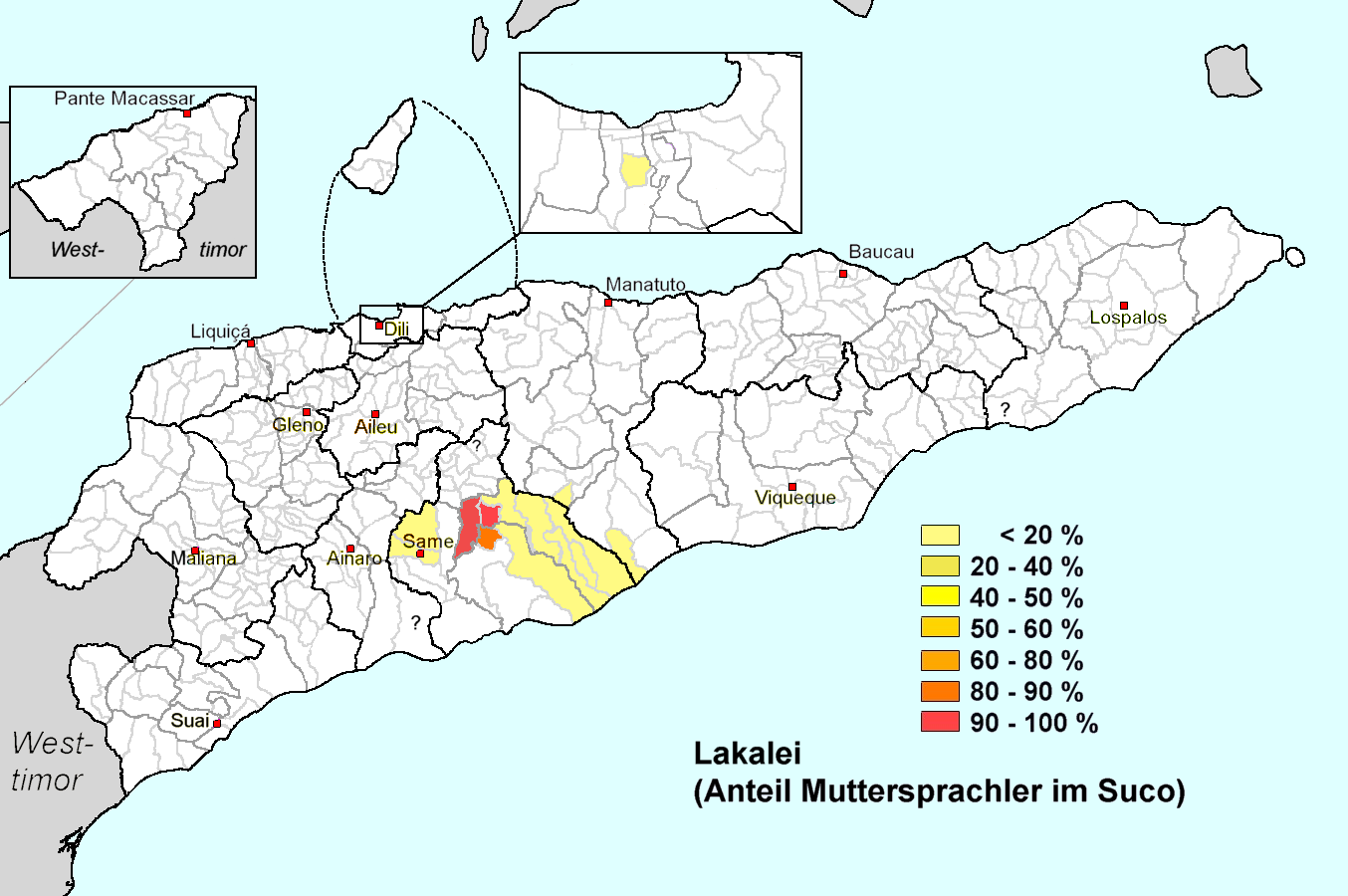
Lakalai
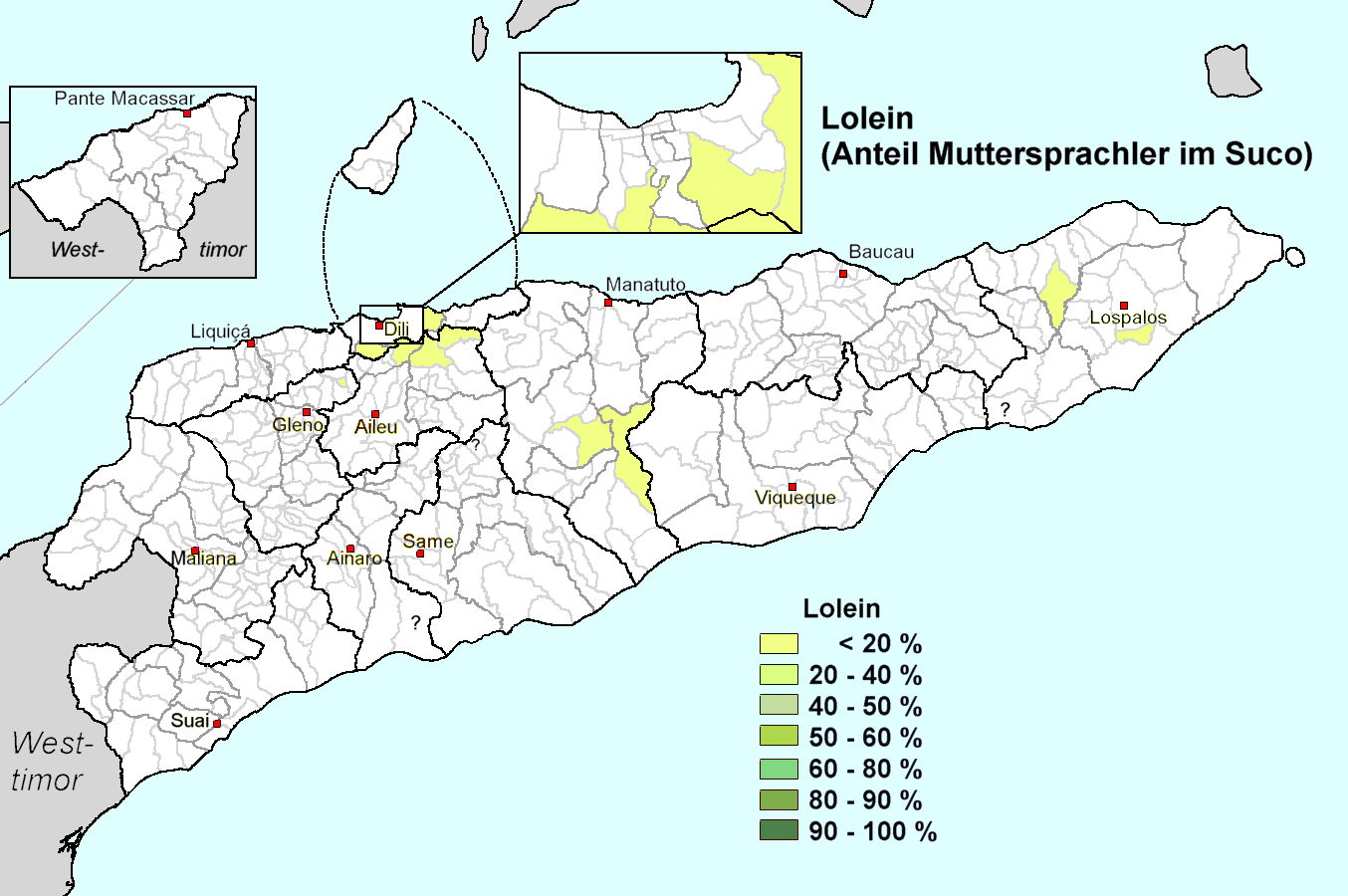
Lolein
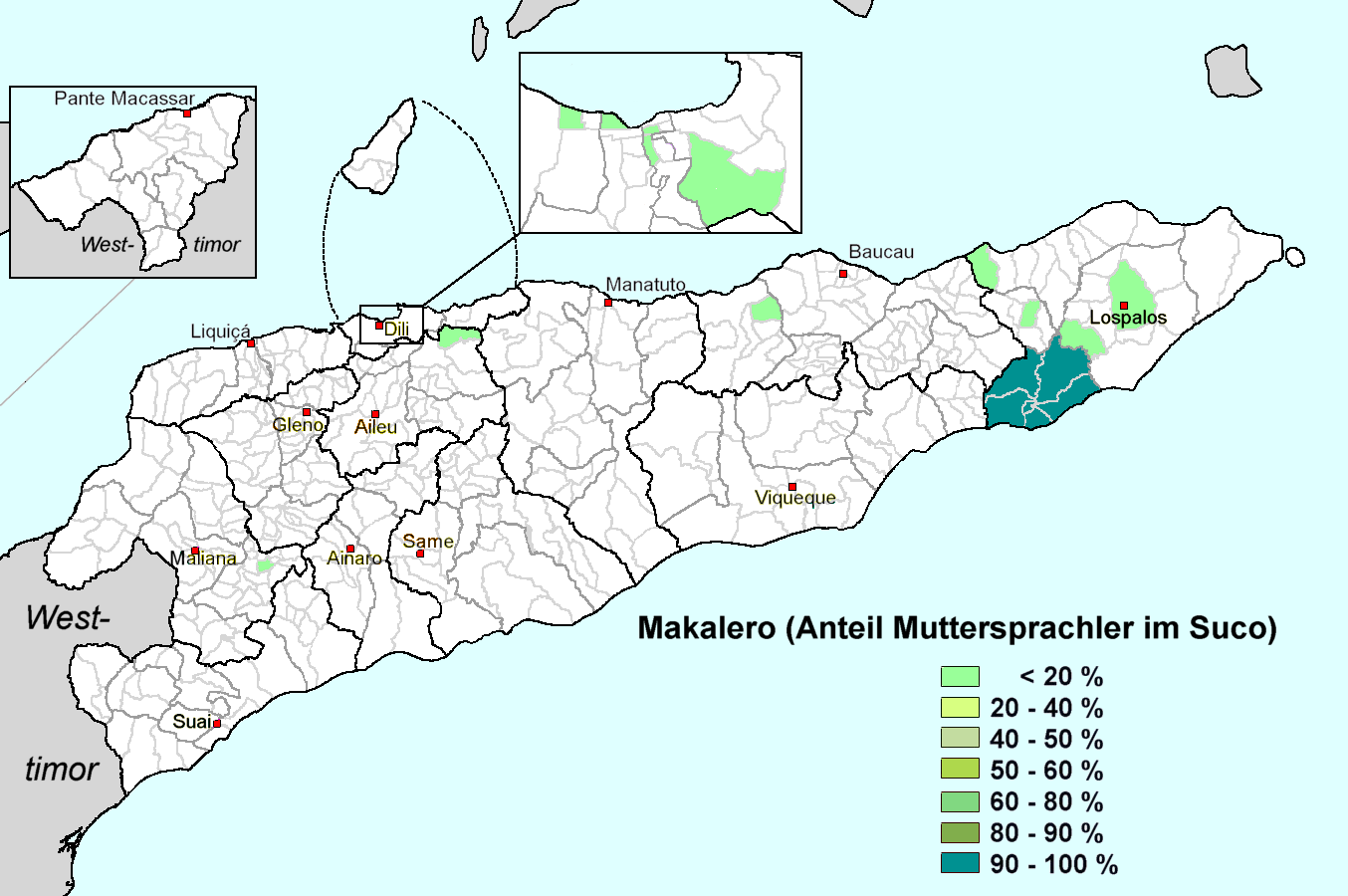
Makalero
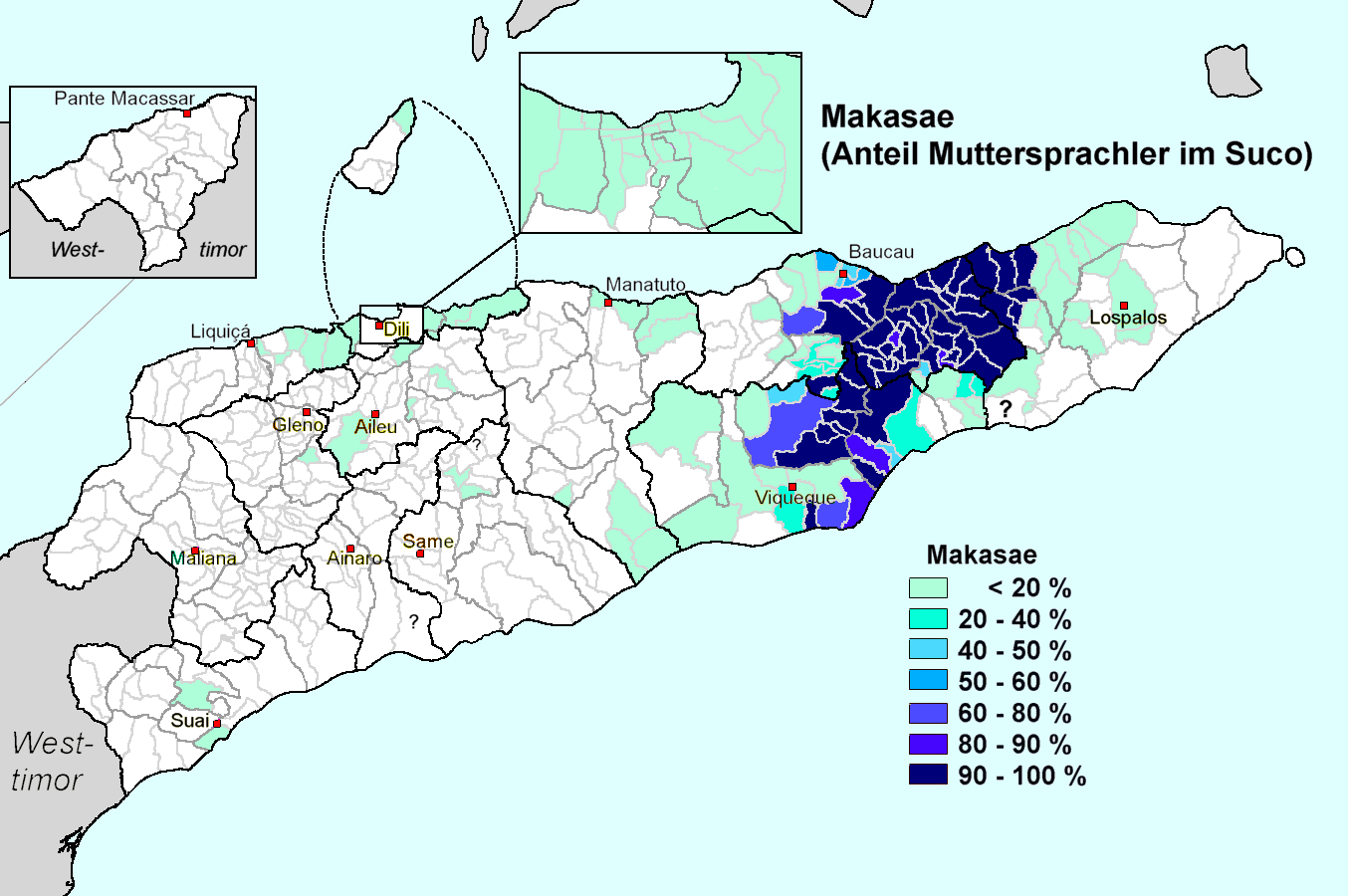
Makasae
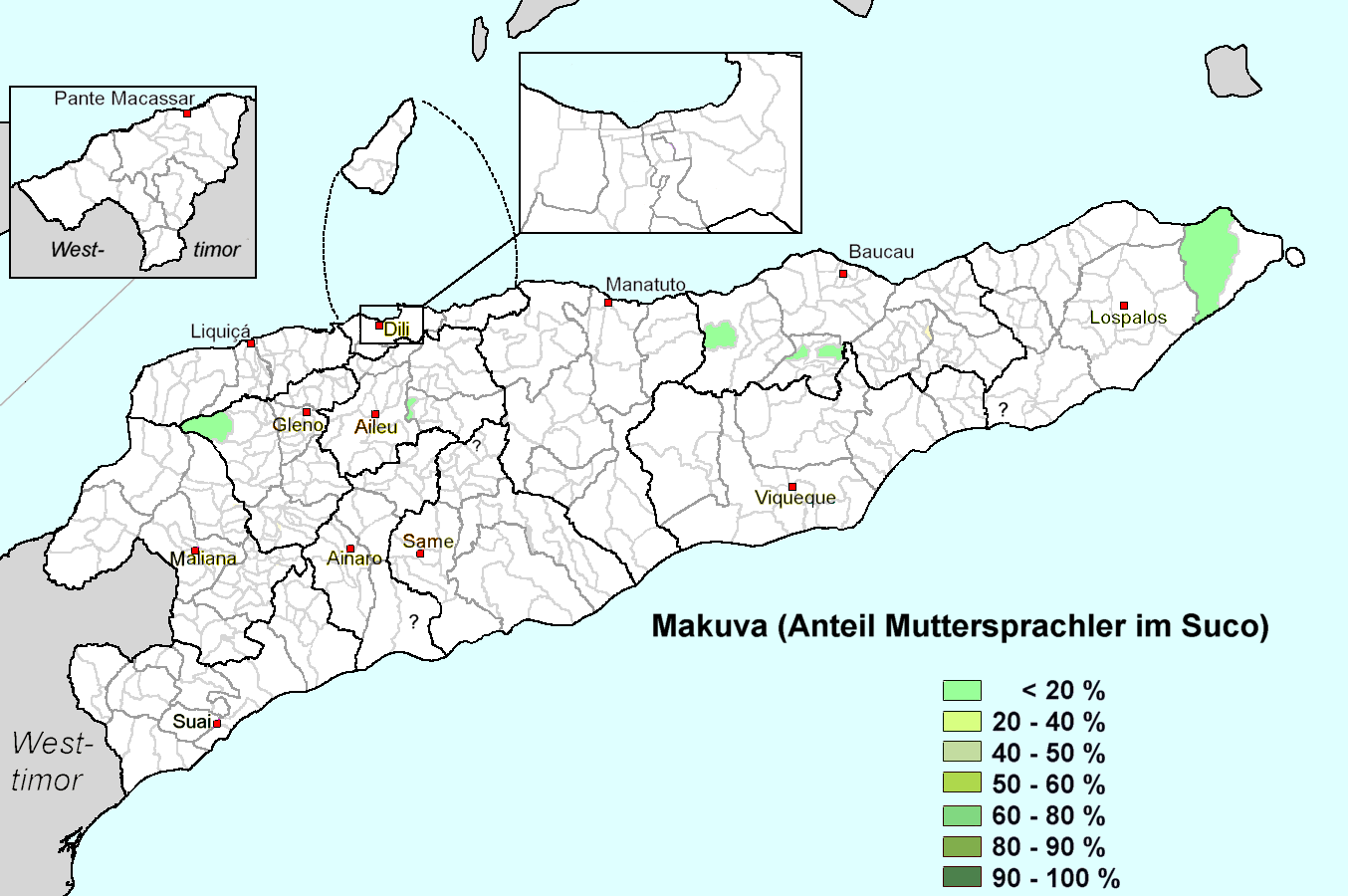
Makuva
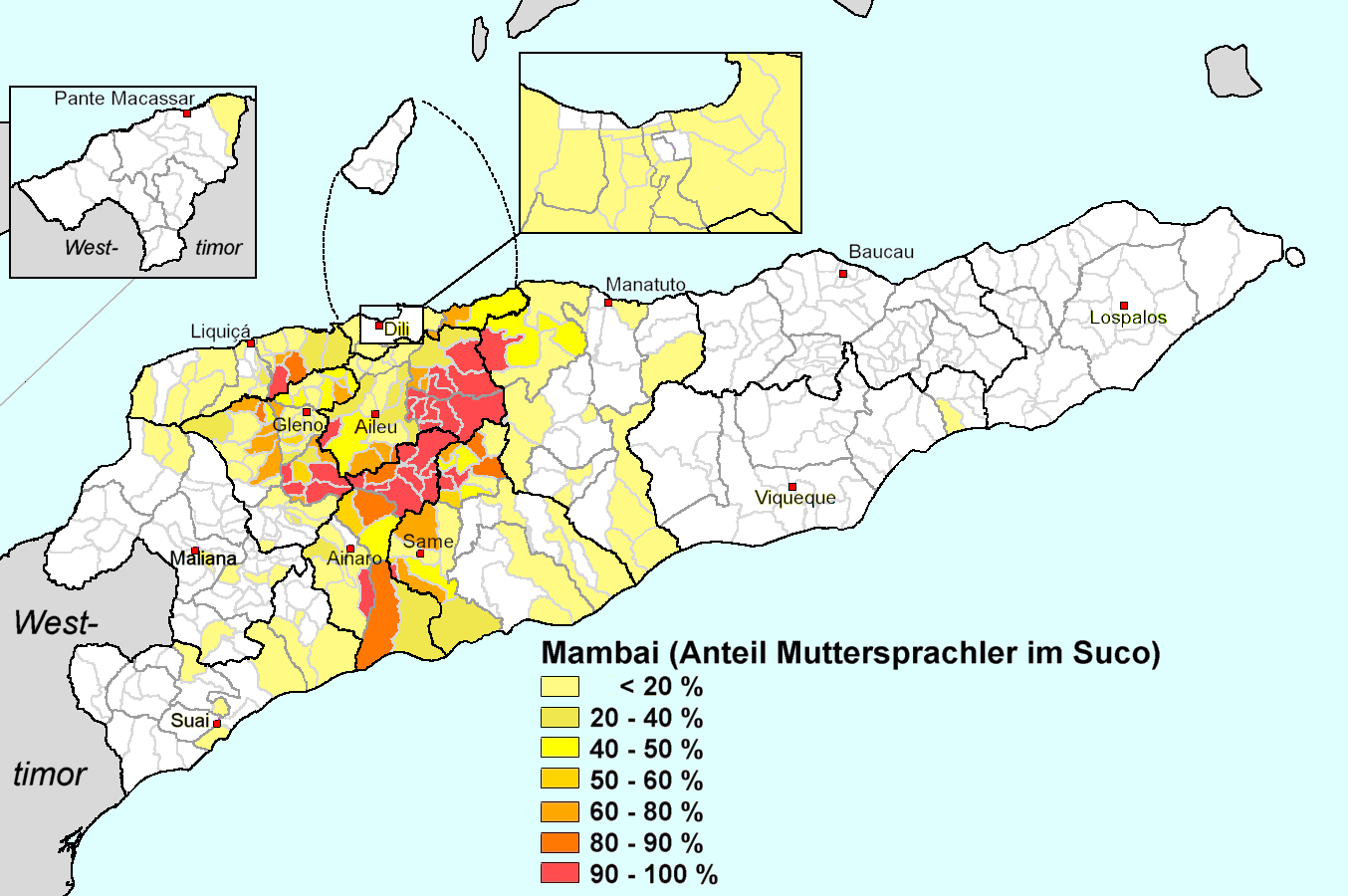
Mambai
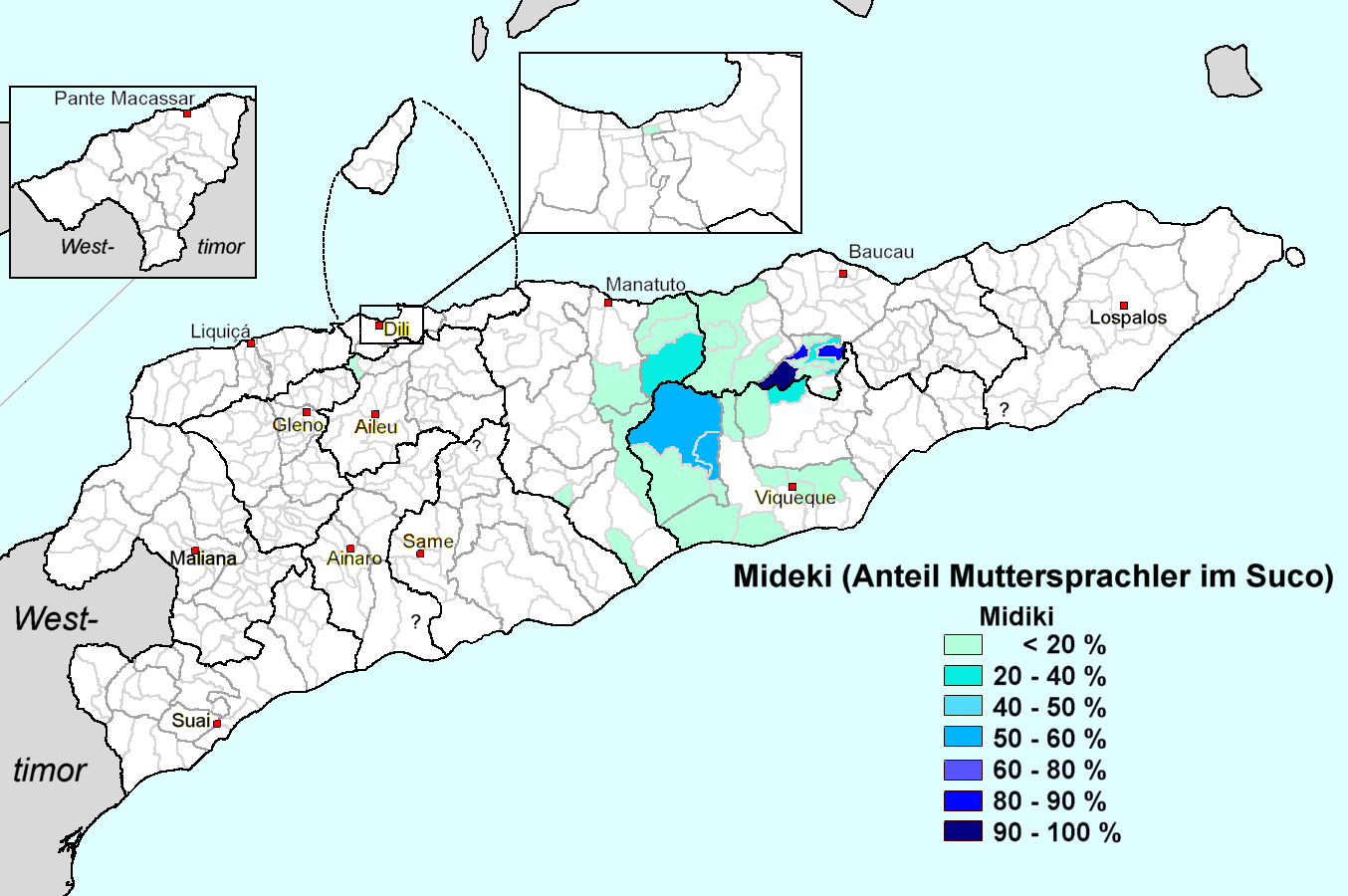
Mideki
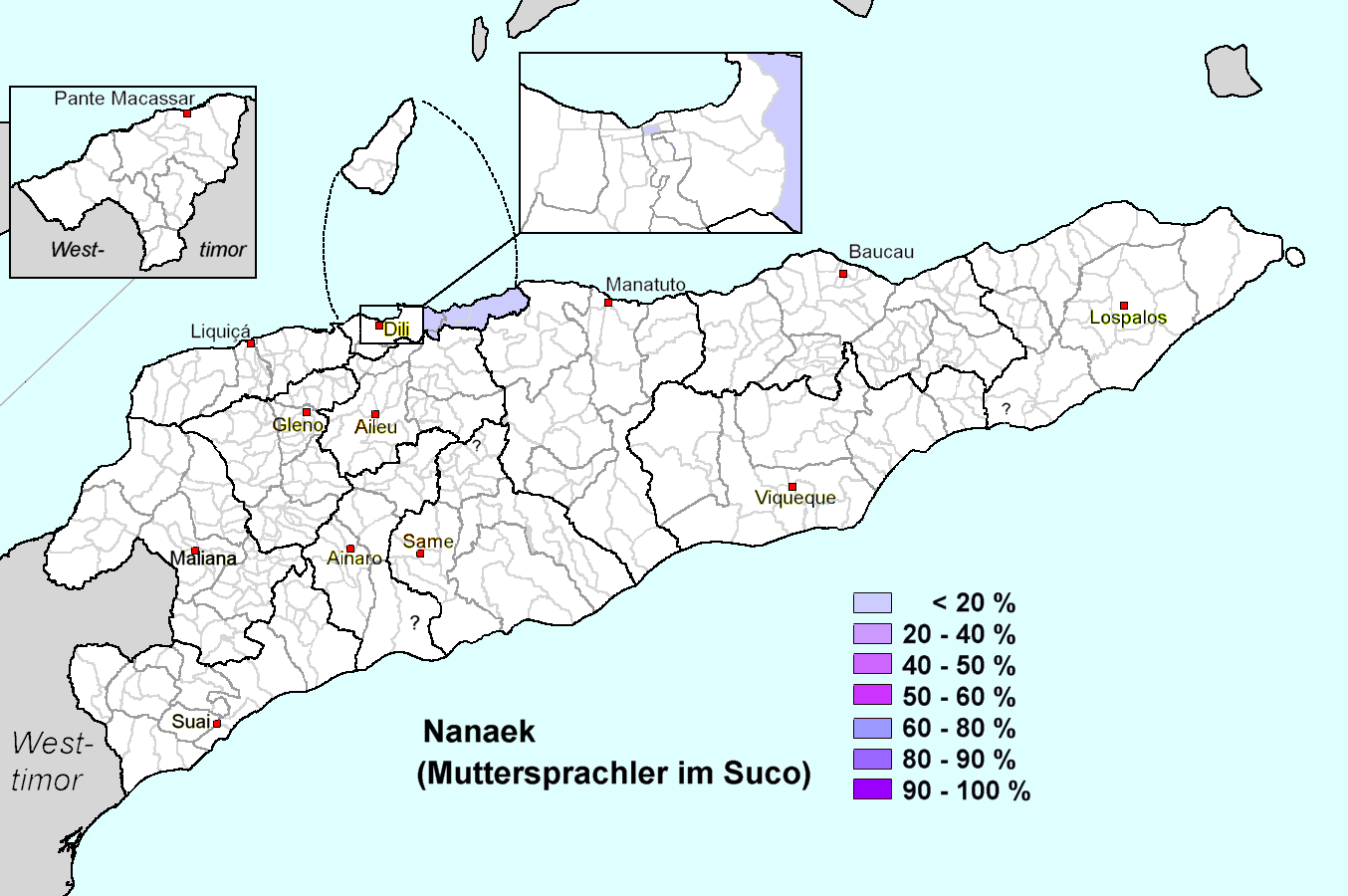
Nanaek
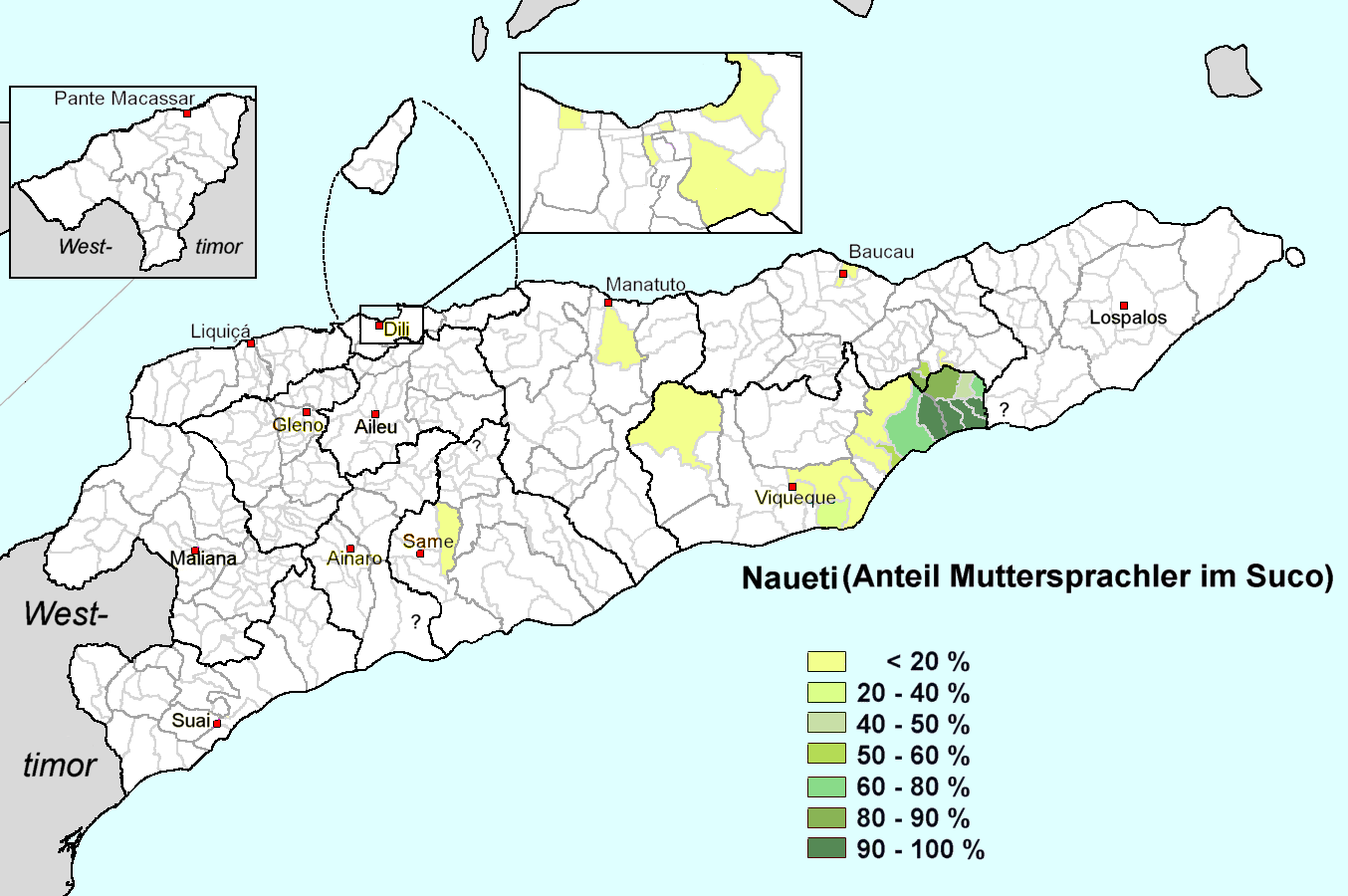
Naueti
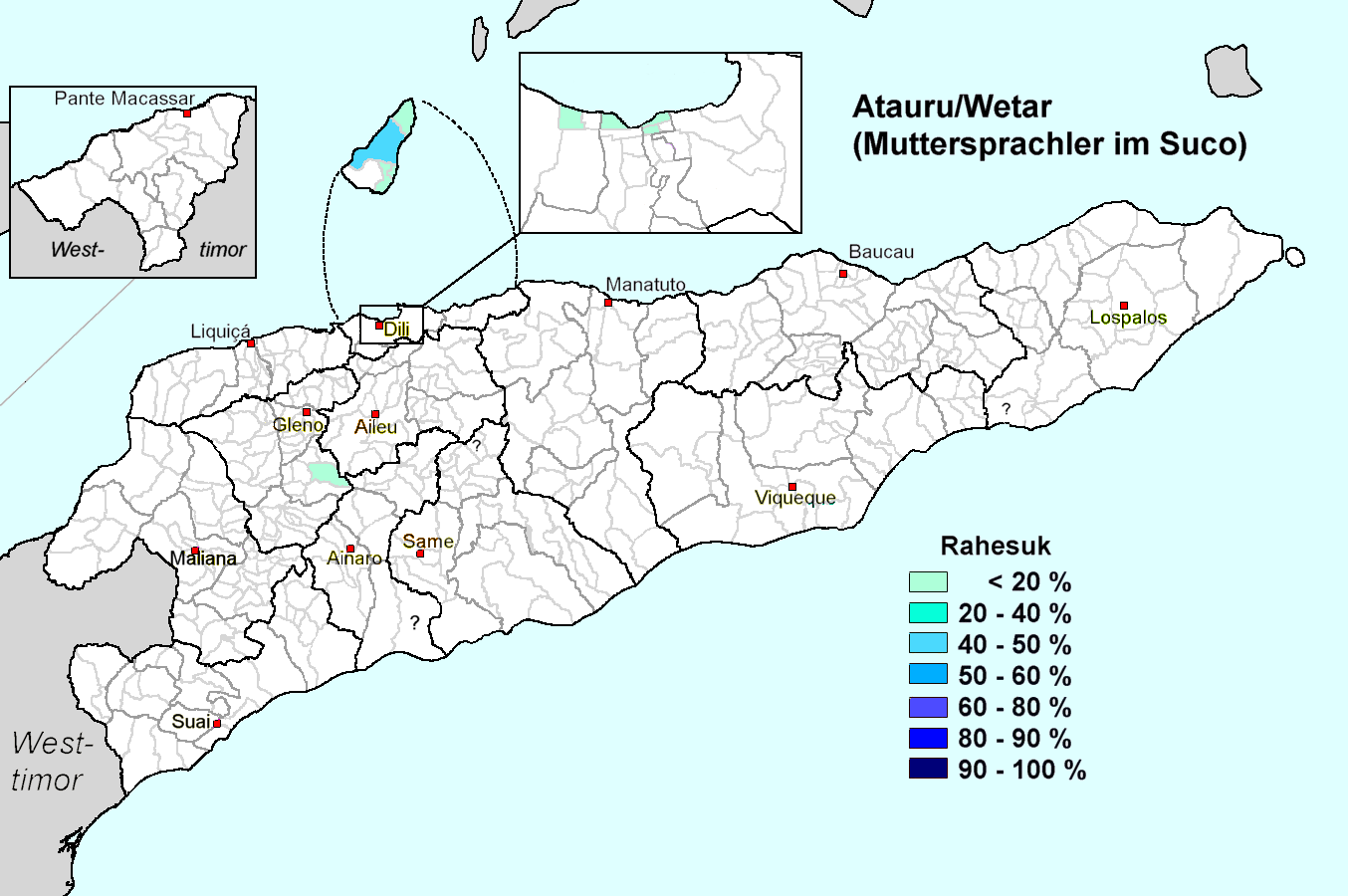
Rahesuk
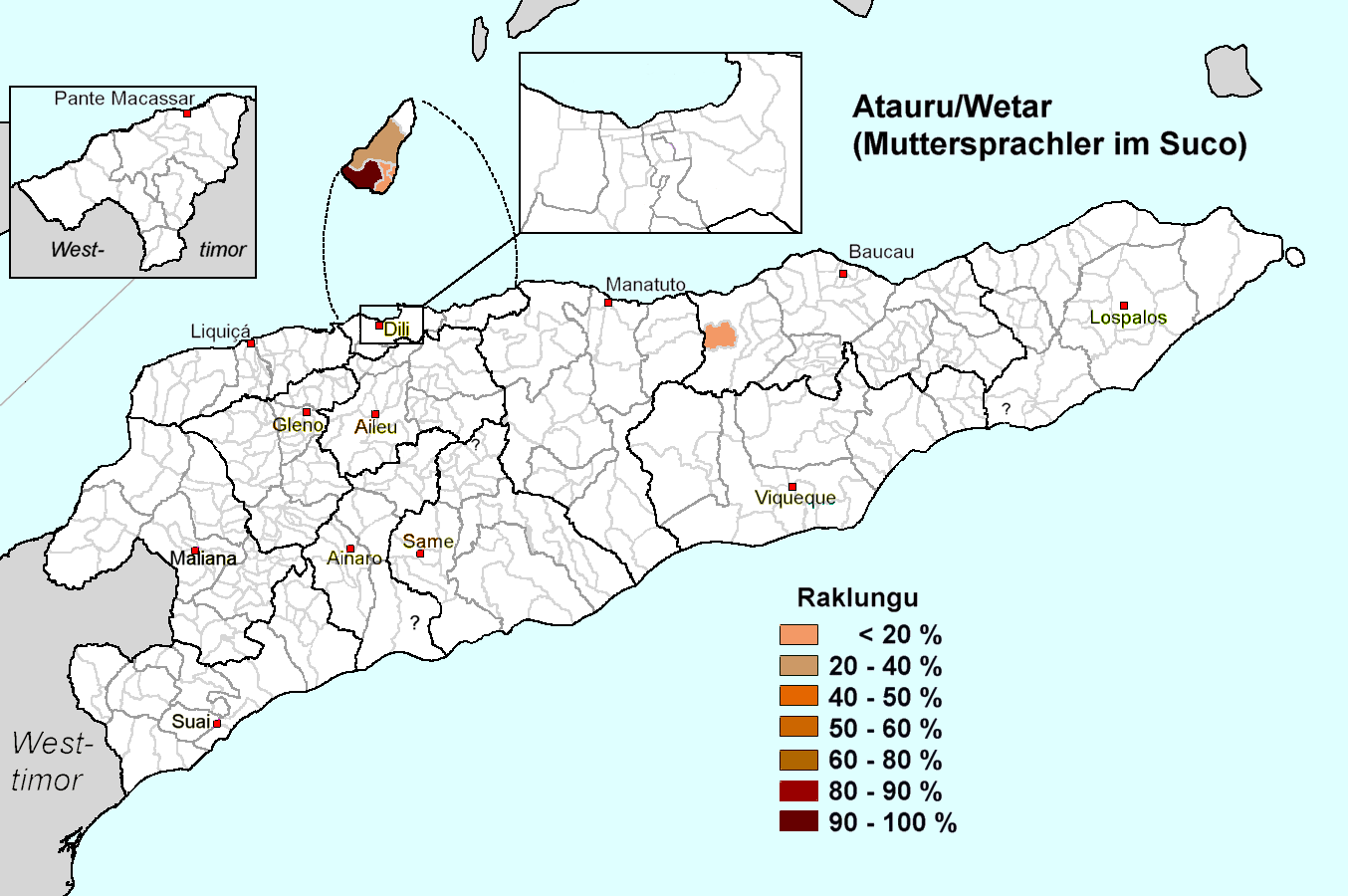
Raklungu
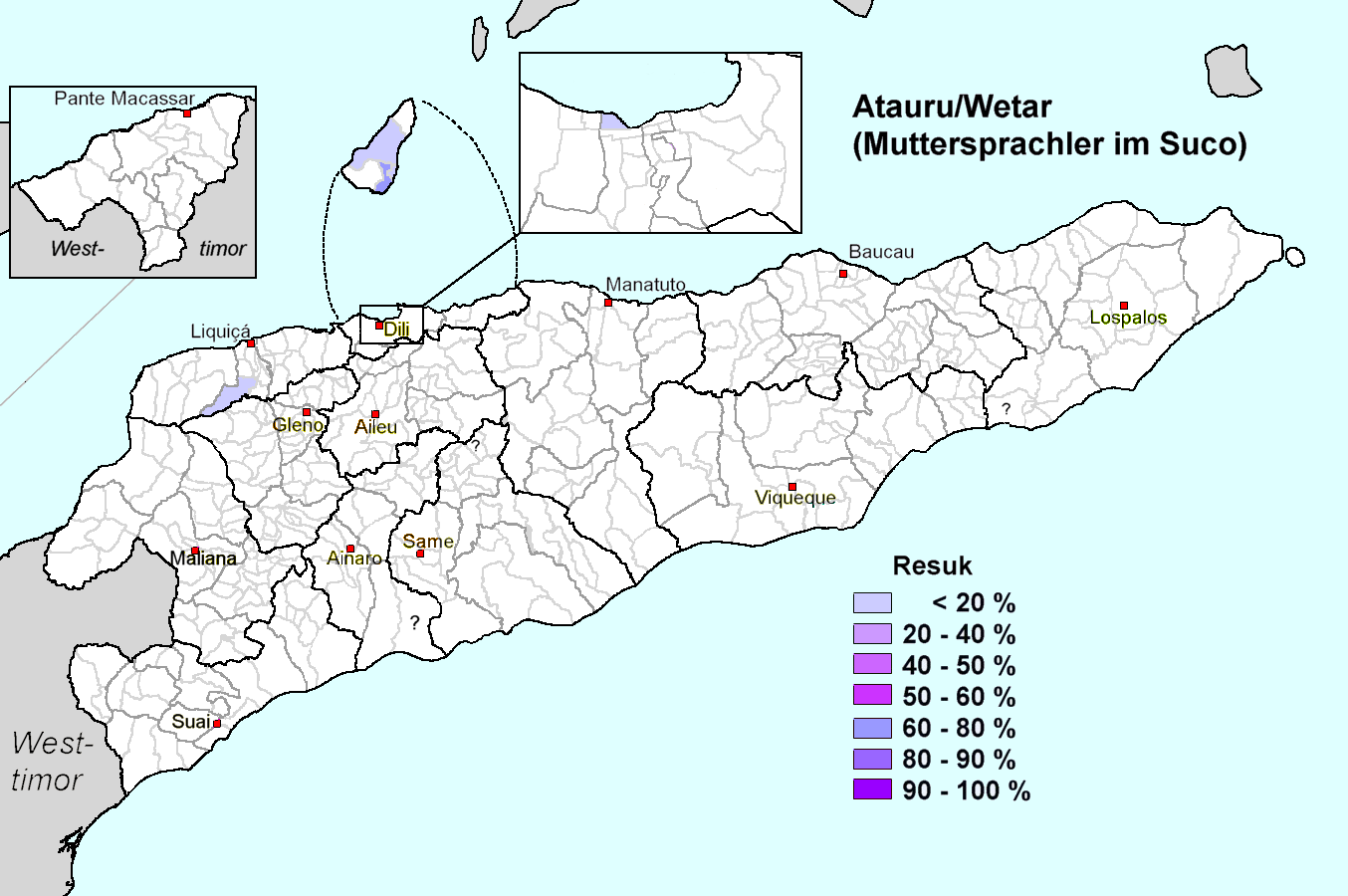
Resuk
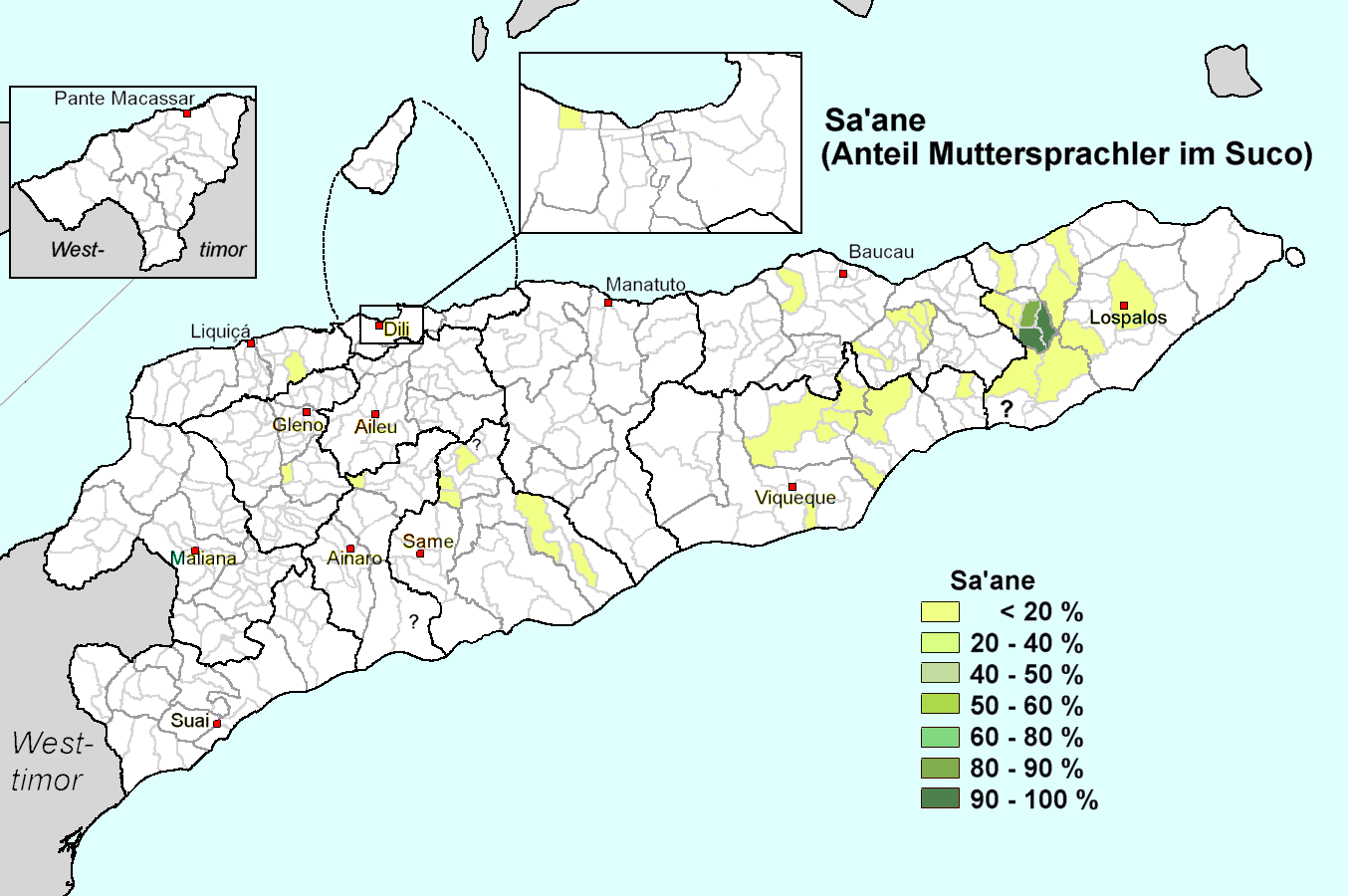
Sa’ane
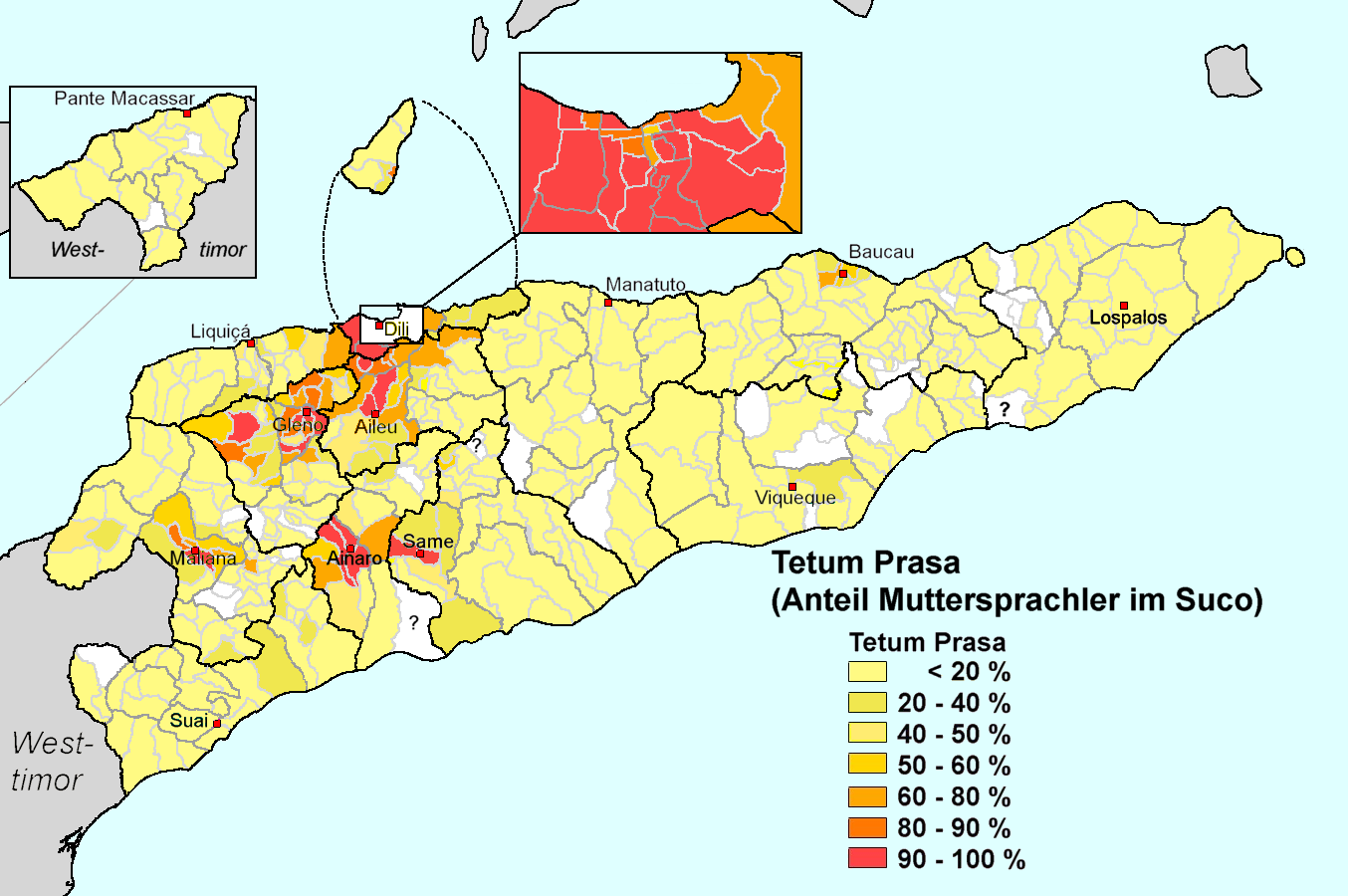
Tetun-Dili
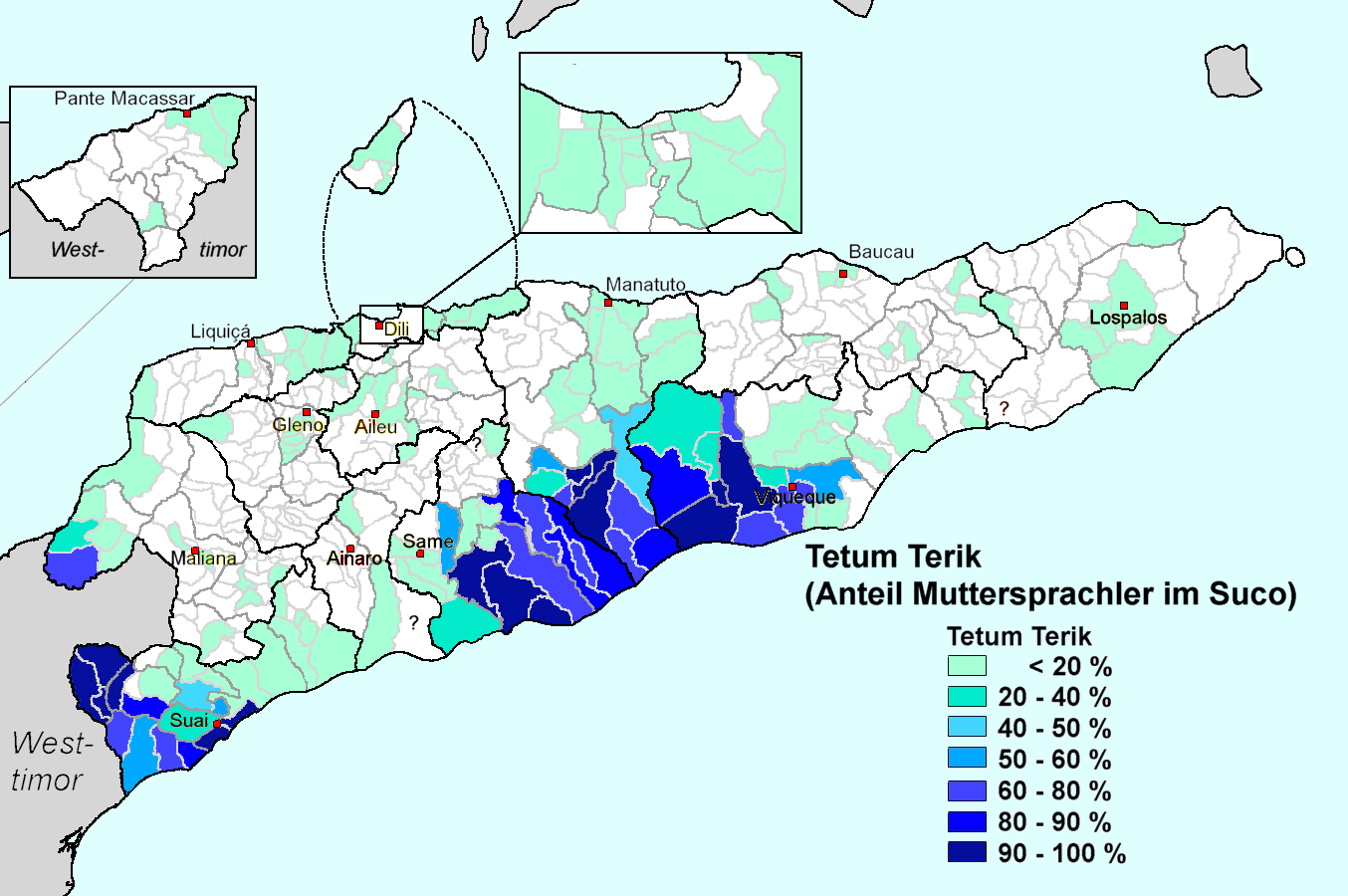
Tetun-Terik
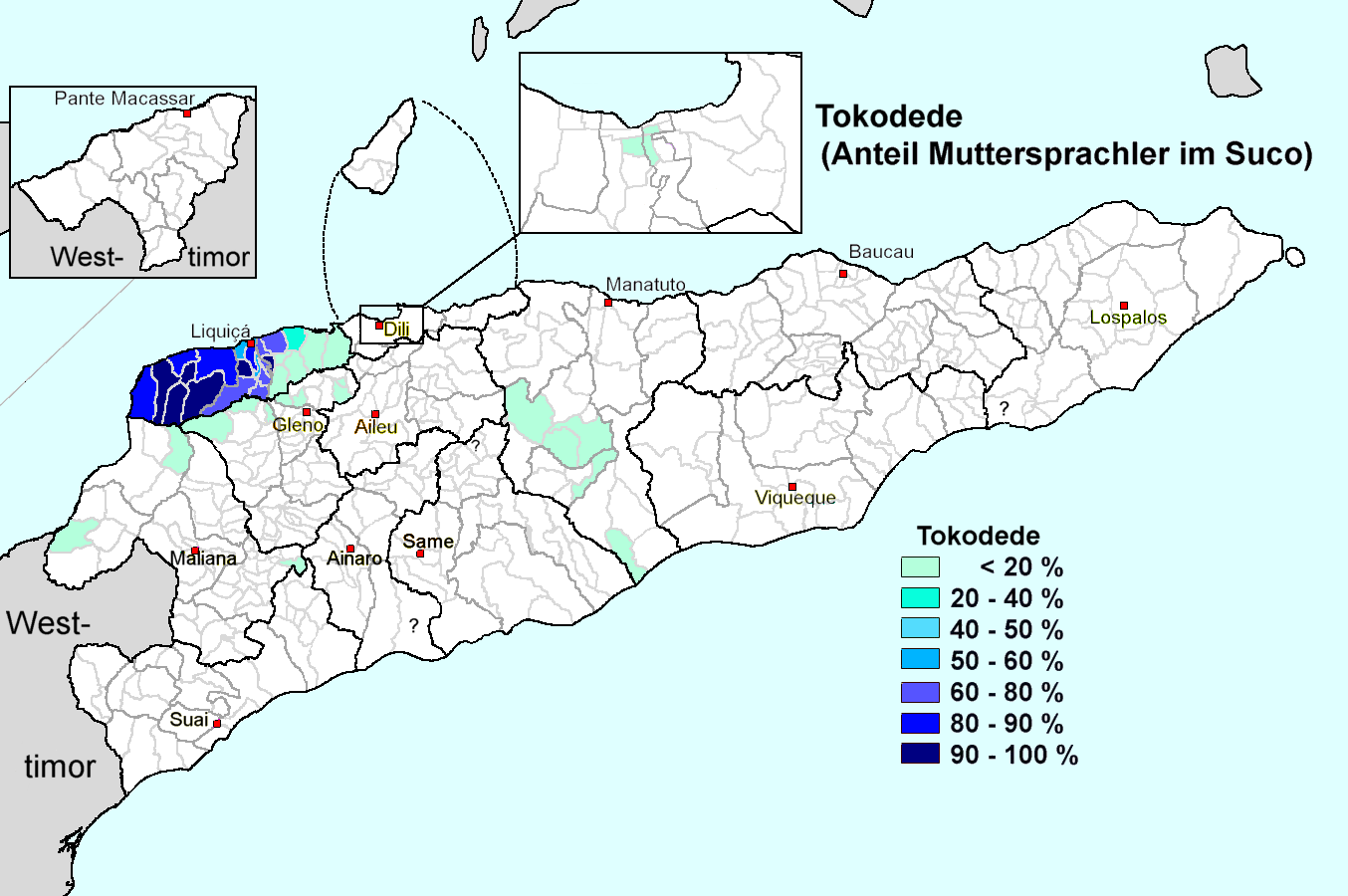
Tokodede
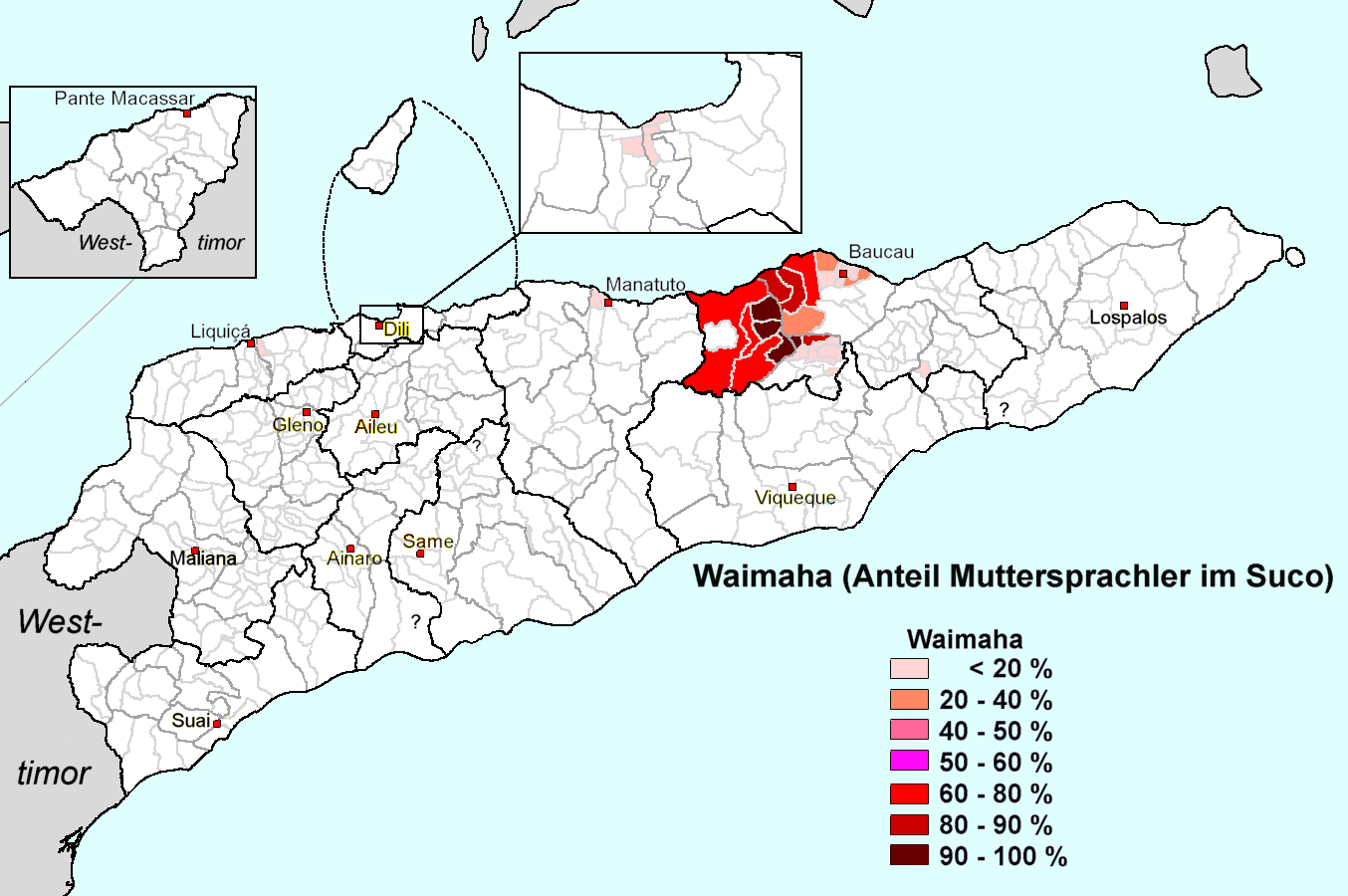
Waimaha